# Le Jugement de Salomon (Poussin)
Cet article concerne un tableau de Nicolas Poussin. Pour les articles homonymes, voir Le Jugement de Salomon (homonymie). Pour l'épisode biblique, voir Jugement de Salomon.

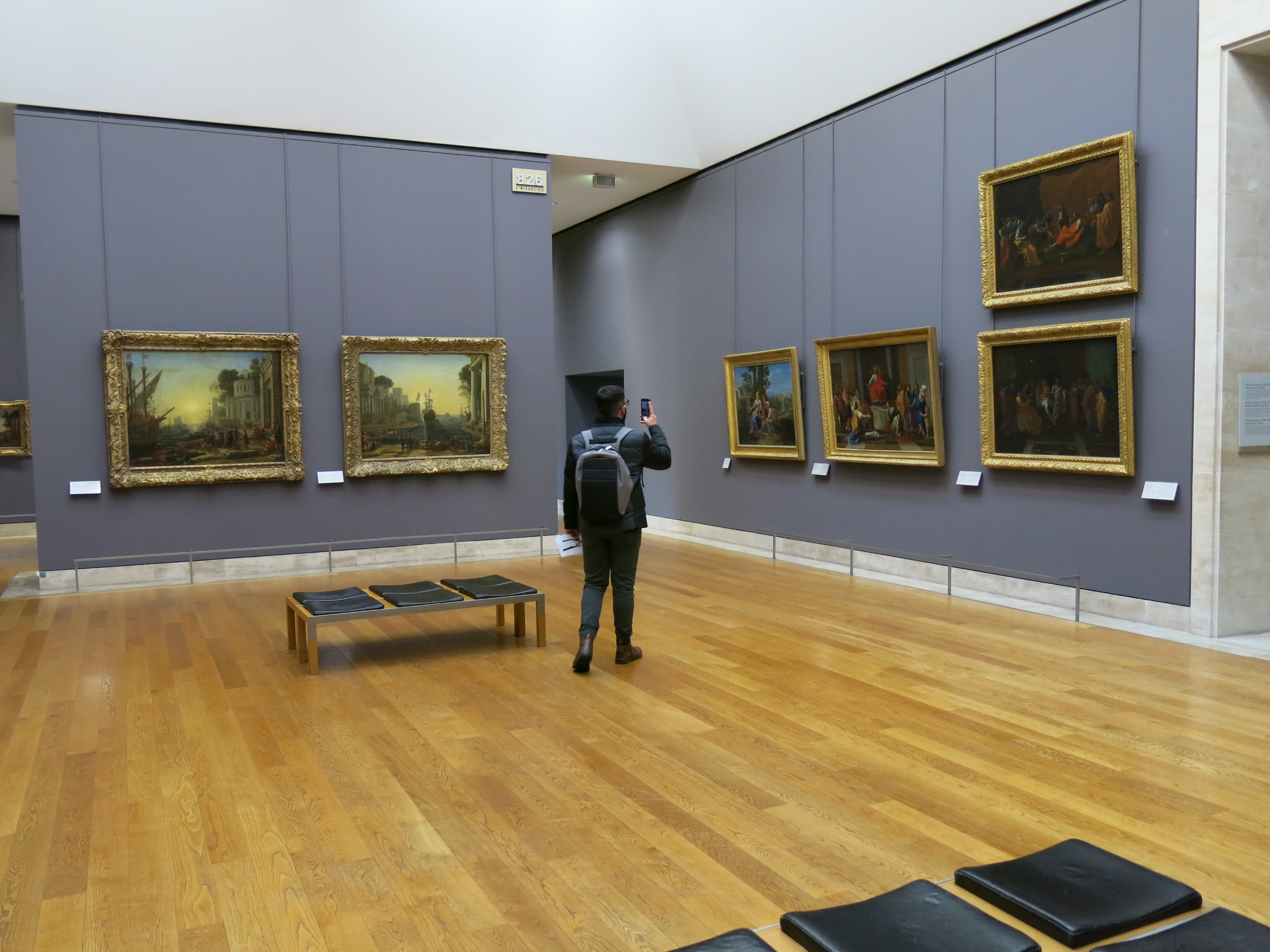
Le Jugement de Salomon de Nicolas Poussin (quatrième tableau à partir de la gauche), tel qu'exposé en novembre 2021 dans la salle 826 du second niveau de l'aile Richelieu, au musée du Louvre.

Le Jugement de Salomon est une peinture à l'huile sur toile réalisée par Nicolas Poussin en 1649 à Rome, dans les États pontificaux (aujourd'hui en Italie), et conservée au musée du Louvre à Paris, en France.
Commandité par le banquier lyonnais Jean Pointel, un ami proche et mécène loyal de l'artiste français, lors d'un voyage à Rome entre 1647 et 1649, Le Jugement de Salomon est achevé d'être peint par Nicolas Poussin, premier peintre du Roi, en 1649 et est envoyé à son commanditaire installé à Paris au cours des mois suivants. Après la mort de Pointel, l'œuvre passe successivement entre les mains du financier Nicolas du Plessis-Rambouillet, du procureur général au Parlement de Paris Achille III de Harlay, et du peintre académicien Charles-Antoine Hérault, qui accepte de vendre le tableau au roi de France Louis XIV en 1685 pour la somme de 5 000 livres. Entré dans le domaine de la Couronne, Le Jugement de Salomon est d'abord affiché au cabinet des Tableaux du château de Versailles, ensuite brièvement dans un cabinet de la surintendance des Bâtiments, revient à nouveau au château de Versailles vers 1710, puis est aperçue dans le salon du directeur des Bâtiments du roi en 1784. En 1792-1793, en concordance avec les principes du décret du 2 novembre 1789, Le Jugement de Salomon devient un bien national de l'état français et l'œuvre d'art est transférée au musée du Louvre pour y figurer lors de l'inauguration de l'institution muséale le 10 août 1793, où elle est encore exposée à ce jour.
Aux dimensions de 101 × 150 centimètres, cette peinture d'histoire (en termes de genre) illustre un jugement de Salomon, un épisode biblique tiré du Premier Livre des Rois où le jeune Salomon, troisième roi d'Israël, est confronté à deux femmes réclamant la maternité d'un poupon vivant et s'accusant mutuellement d'être la mère d'un bébé mort. Salomon ordonne que le bébé vivant soit coupé en deux pour satisfaire les deux mères mais, confronté à la réaction passionnée de l'une d'elles et à l'indifférence de l'autre, Salomon ordonne que le bébé soit remis à sa véritable mère, celle qui n'aurait pas toléré qu'il lui soit fait du mal, ce qui inspire les Israélites à admirer leur roi pour sa sagesse et son sens de la justice. La scène d'art sacré telle que représentée par Poussin met en majesté le roi Salomon sur son trône, centré en hauteur et agissant à titre de juge impartial et impérieux. Les deux mères se démènent devant le roi tandis qu'un soldat s'apprête à sectionner en deux l'enfant à la source du contentieux, devant le désarroi et l'incrédulité des membres de la cour.
Le Jugement de Salomon de Nicolas Poussin est largement considéré par les critiques et historiens de l'art comme un chef-d'œuvre personnel de l'artiste, mais aussi comme un ouvrage important de l'art pictural du XVIIe siècle et des principes prônés par l'École de France, davantage connue sous le nom de classicisme, courant artistique majeur du Grand Siècle français. Le tableau est apprécié pour son ordonnance rigoureuse, sa structure pyramidale, la théâtralité de sa mise en scène, son coloris soigné, le traitement des lignes droites et diagonales, la finesse des expressions des visages, la symétrie et l'équilibre optique du sujet, la précision de la perspective, la maîtrise du point de vue et son esprit académique et érudit. La solennité et la gravité du style de Poussin, dit grande maniera, sont couplées à une tonalité sage et savante, agrémentées de couleurs chaudes, en harmonie avec les divers éléments de l'œuvre. À travers le drame dépeint par l'artiste français se dégage les thématiques de la justice, des passions humaines et de l'amour maternel, bien que des réserves aient été émises en ce qui concerne l'attribution des rôles de la bonne et de la mauvaise mère. La production et la diffusion de nombreuses gravures et la réception critique soutenue à travers les siècles suivant la création du tableau installent Le Jugement de Salomon comme l'une des grandes œuvres de la peinture française.

## Historique de l'œuvre

### Contexte de création

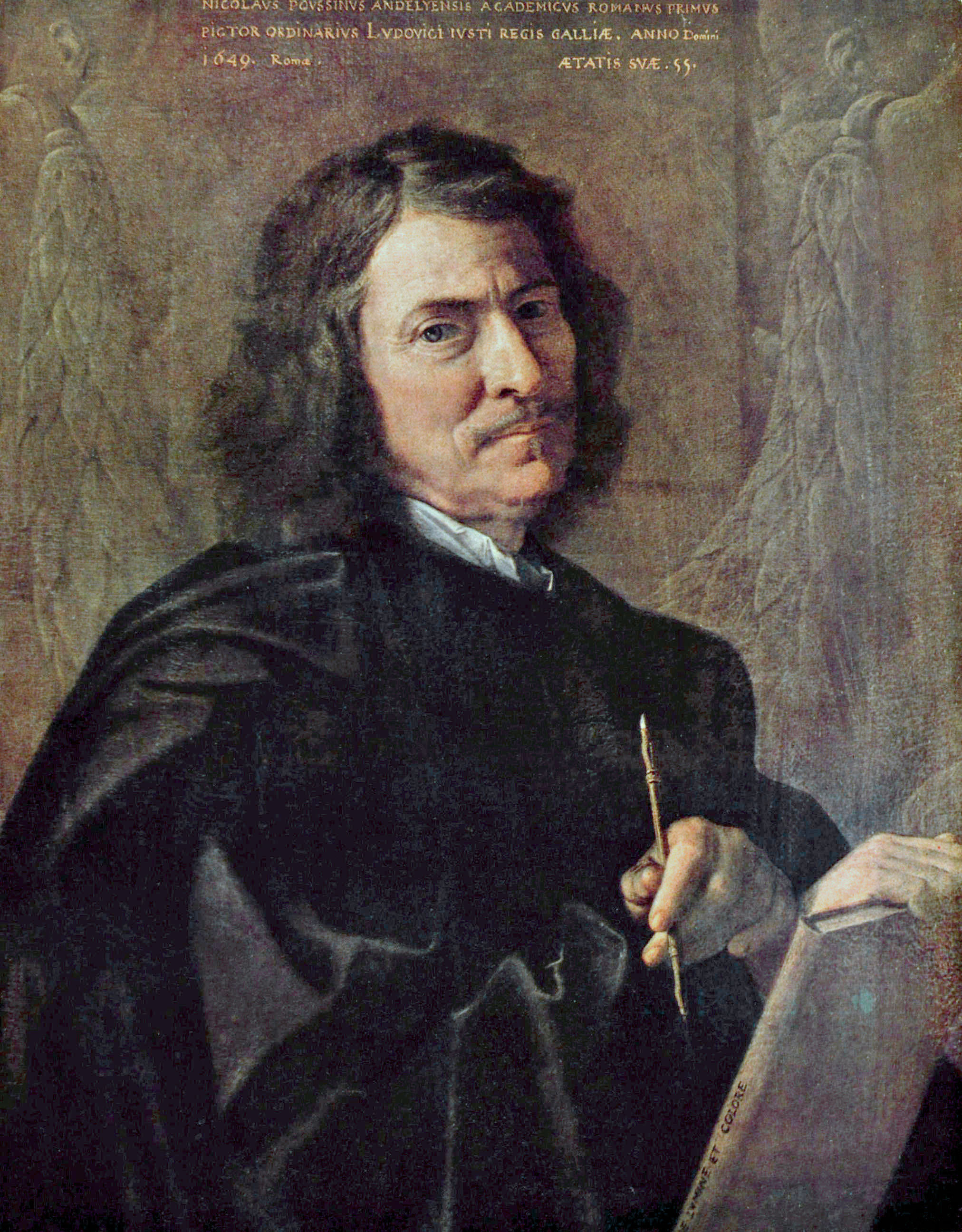
Autoportrait, Nicolas Poussin (1649). Premier autoportrait peint par Poussin, dédié à Jean Pointel, son mécène,. Il tient dans ses mains un livre intitulé De lumine et colore, dont l'attribution est incertaine,.

Après un séjour de deux ans à Paris, de 1640 à 1642, où il est victime d'intrigues de peintres parisiens rivaux mais est tout de même nommé premier peintre du Roi, Nicolas Poussin décide de retourner à Rome, la ville où il a passé la majeure partie de sa vie professionnelle,. Cette période de la vie de Poussin, soit de 1642 jusqu'à son décès survenu en 1665, constitue à la fois la maturité et le déclin concernant la production artistique du peintre. Vers la fin des années 1640, deux figures particulières émergent en ce qui a trait à leur mécénat auprès du peintre classique. La première est Paul Fréart de Chantelou, un ami de l'artiste, secrétaire de François Sublet de Noyers et collectionneur d'art français, qui commande entre autres à Poussin sa seconde série de peintures portant sur les sacrements de l'église catholique, intitulée Les Sept Sacrements, ainsi qu'un autoportrait de l'artiste, aujourd'hui exposé au Louvre,,.
Le second mécène, Jean Pointel, est quant à lui un marchand de soie et banquier lyonnais installé à Paris, rue Saint-Germain, et un grand admirateur de Poussin, en plus d'être son ami,,,. Vers les années 1645 et 1646, il est en voyage à Rome et se lie d'amitié avec Nicolas Poussin, duquel il fera la commande de nombreux tableaux. Parmi ceux-ci, on peut retrouver Moïse sauvé des eaux, Éliézer et Rébecca, Paysage avec Polyphème, Paysage avec Orphée et Eurydice ainsi qu'un autre autoportrait, moins connu que celui envoyé à Chantelou,,,,. Se trouvent également en possession du riche banquier les tableaux Sainte Famille aux dix figures, Noli me tangere, Paysage par temps calme et L'Orage,.
C'est lors d'un autre séjour de Pointel à Rome s'échelonnant de 1647 à 1649 que Poussin reçoit de lui une commande pour ce qui deviendra Le Jugement de Salomon, qu'il achève de peindre en 1649,,,. Parallèlement à cette période productive, Poussin doit composer avec la jalousie de Chantelou, qui lui signale par écrit qu'il considère que les œuvres envoyées à Pointel sont en général plus belles et mieux réussies que celles qui lui sont destinées, ce qui lui vaut une remontrance de la part du peintre,,,,.
L'année 1649 s'avère laborieuse pour le peintre : outre Le Jugement de Salomon, le natif de Les Andelys peint pour Pointel L'Assomption de la Vierge, Éliézer et Rébecca ainsi que son premier autoportrait. Contemporaine à cette production effrénée de peintures, la Fronde en France agit comme élément perturbateur entre Poussin et ses mécènes,.
Lorsqu'il lui envoie le tableau vers 1649-1650, Poussin prend le temps de mentionner à Pointel qu'il considère Le Jugement de Salomon comme sa meilleure toile,. La confiance grandissante entre les deux hommes amène Poussin à placer des sommes d'argent importantes dans la banque de Pointel et il le désigne même en tant qu'exécuteur testamentaire, ce qui finalement n'aura pas lieu puisque ce dernier meurt en 1660,,,. À la fin de sa vie, Pointel dispose de vingt-et-un tableaux et quatre-vingt dessins produits de la main de Poussin,,.

### Après Pointel

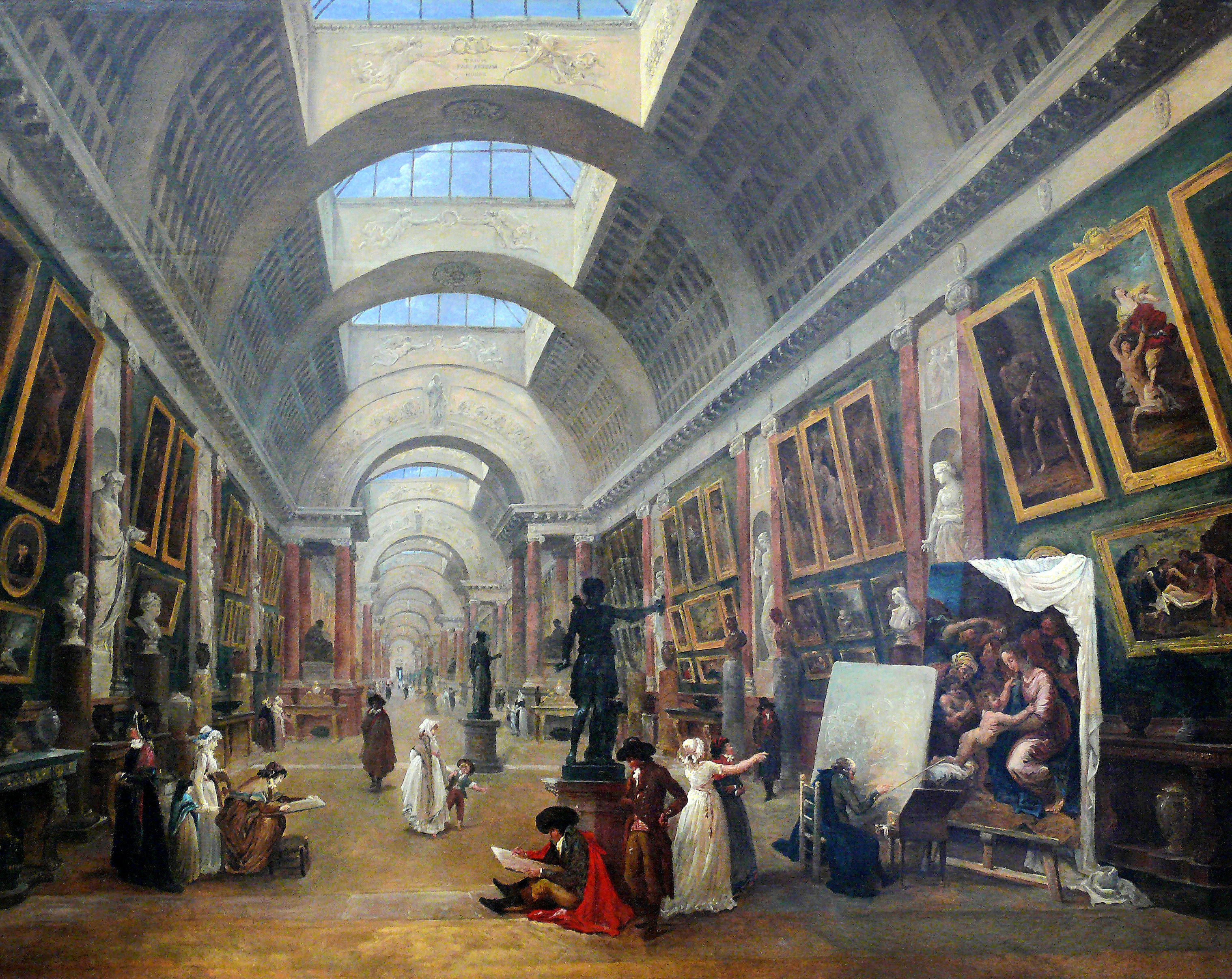
Projet pour la Transformation de la Grande Galerie, Hubert Robert (1796). En 1793, Le Jugement de Salomon est déplacé à la Grande Galerie du Muséum central des arts de la République, aujourd'hui le musée du Louvre. Depuis cette date, Le Jugement n'a plus jamais quitté l'enceinte de ce musée, hormis pour des expositions itinérantes, et y est exposé de manière permanente.

Peu de temps après la mort de Jean Pointel, une vente aux enchères est mise en place afin de distribuer ses nombreux avoirs,. Selon Timothy James Clark, un historien de l'art britannique, les exécuteurs testamentaires de Pointel ont bien vite réalisé que l'évaluation des biens artistiques détenus par leur client dépassait de loin leur propre connaissance en la matière et c'est l'académicien Philippe de Champaigne qui est engagé pour cataloguer et apposer une valeur aux œuvres possédées par le défunt banquier lyonnais avant leurs mises sur le marché. Des vingt-et-un Poussin ayant appartenu à Jean Pointel, seul Paysage par temps calme est confirmé resté en possession de sa famille au moins jusqu'en 1685 alors que l'essentiel du reste de la collection est vendu au plus offrant,,. La description sobre que fait Philippe de Champaigne du Jugement de Salomon se lit : « Item un autre tableau peint sur thoille de trois pieds ou environ de hault sur quatre ou cinq pieds de long représentant le jugement de Salomon, sans bordure, ouvrage dudit Poussin, prisé pour la somme de huict cent livres » (sic).
Entre 1660 et 1665, c'est Nicolas Du Plessis-Rambouillet, financier, fermier général et secrétaire du roi, qui acquiert Le Jugement de Salomon à la hauteur de 2 200 livres, et il débourse du même coup 1 800 livres de plus pour prendre possession d'une autre toile de Poussin, Paysage au serpent, également en lice dans la succession Pointel,,.
Entre 1665 et 1685, l'œuvre entre en possession d'Achille III de Harlay, procureur général au Parlement de Paris de 1671 à 1689 et premier président du Parlement de Paris de 1689 à 1707, qui l'affiche dans son cabinet,,,.
En 1685, c'est Charles-Antoine Hérault, peintre, marchand de tableaux et académicien, qui est répertorié être le propriétaire du Jugement,,,,.
Le roi de France, Louis XIV, débourse la somme de 5 000 livres auprès du peintre académicien pour obtenir l'œuvre, qui est naturellement transférée au domaine de la Couronne,,,,. La même année, le souverain français en profite aussi pour faire l'acquisition auprès de Hérault d'un autre tableau de Poussin, La Mort de Saphire, au prix de 5 000 livres,,,. En 1687, Le Jugement de Salomon est mentionné comme bien royal dans un inventaire compilé par Charles Le Brun (no 443), puis est affiché vers 1695 à au moins 1701 au cabinet des Tableaux dans le Petit appartement du roi au château de Versailles,. Vers 1706, le tableau est installé au cabinet des Tableaux de la surintendance des Bâtiments, puis en 1710 est de retour dans le cabinet des Tableaux de Versailles,,.
En 1760, l'œuvre est signalée comme étant affichée dans la bibliothèque de l'hôtel de la Surintendance tandis qu'en 1784, elle est aperçue dans le salon du directeur des Bâtiments du roi, accompagnée d'une note : « Il faut le laisser voir dans son entier, il y en a cinq pouces de cachés par en haut sous la bordure ».
En 1789, Martin de la Porte est employé pour restaurer L'Enlèvement des Sabines de Poussin (la version de 1637-1638), et il en va de même pour Le Jugement de Salomon, avec comme mention la preuve de son travail et le montant d'argent qui lui a été versé pour ses services : « du Poussin : Jugement de Salomon, de 56 × 37 pouces, nettoyé et réparé des trous, 60 livres ».
Pour l'heure, aucune source ne fait directement mention de ce qui est advenu du Jugement de Salomon à la suite de l'adoption du décret des biens du clergé mis à la disposition de la Nation le 2 novembre 1789 pendant la période de la Révolution française. Ce décret a pavé la voie à ce que ce qui était désigné comme faisant partie du domaine de la Couronne soit supplanté par la dénomination de bien national. Le propriétaire réel du tableau change naturellement au gré des instances gouvernementales qui se sont succédé : l'Assemblée nationale constituante, l'Assemblée nationale législative et la Première République. C'est sous le régime politique de la Première République que Le Jugement de Salomon est éventuellement déplacé au Louvre vers 1793, année de l'inauguration du musée,,.
Une seconde restauration, celle-ci en couche picturale, a été entamée par Georges Zezzos à Montauban en 1941, puis complétée par Jean-Gabriel Goulinat au Louvre en 1960.
En date de 2022, Le Jugement de Salomon est la propriété du Département des peintures du musée du Louvre (et par extension, de l'État français) et est exposé de façon permanente dans la Salle 826 de l'aile Richelieu (nommée Nicolas Poussin (1594-1665) : entre Rome et Paris), aux côtés, entre autres, du Triomphe de Flore, Les Aveugles de Jéricho, La Peste d'Asdod, L'Inspiration du poète, Sainte Françoise Romaine annonçant à Rome la fin de la peste et Éliézer et Rébecca,.
| Rang | Nom(s)                                          | Date(s)                     | Notes | Référence(s) |
| ---- | ----------------------------------------------- | --------------------------- | --- | ------------ |
| 1.   | Jean Pointel                                    | vers 1649 - 1660            | - Premier acquéreur de l'œuvre. - Pointel est le commanditaire du tableau et c'est pour lui que Poussin peint Le Jugement de Salomon. - Il débourse possiblement 800 livres à Poussin pour qu'il réalise le tableau. | ,            |
| 2.   | Nicolas Du Plessis-Rambouillet                  | vers 1660 - vers 1665       | - Il débourse 2 200 livres à la succession de Jean Pointel pour obtenir l'œuvre. | ,            |
| 3.   | Achille III de Harlay                           | vers 1665 - vers 1685       | - Acheté à un prix inconnu. - Il expose l'œuvre dans son cabinet. | ,            |
| 4.   | Charles-Antoine Hérault                         | vers 1685                   | - Acheté à un prix inconnu. - Temps de possession de l'œuvre inconnu. | ,            |
| 5.   | Louis XIV, Domaine de la Couronne               | 1685 - 2 novembre 1789      | - Le roi Louis XIV débourse 5 000 livres à Charles-Antoine Hérault pour obtenir l'œuvre. - L'œuvre est exposée au Petit appartement du roi, puis à la surintendance des Bâtiments. - Le Jugement de Salomon fait partie du domaine de la Couronne jusqu'au 2 novembre 1789. | ,            |
| 6.   | Assemblée nationale constituante, Bien national | 2 novembre 1789 - août 1793 | - Adoption du décret des biens du clergé mis à la disposition de la Nation le 2 novembre 1789 ; - Adoption des décrets du 19 décembre 1789 et du 17 mars 1790 afin de procéder à la vente des biens nationaux pour résoudre la crise financière découlant de la Révolution. - Les biens dits de « première origine », c'est-à-dire ceux du clergé, de la couronne, des écoles, des tribunaux et autres instances supérieures, sont mis à la disposition de la Nation. - Le Jugement de Salomon fait partie des biens nationaux. - L'œuvre est envoyée au Muséum central des arts de la République pour son ouverture en août 1793. | ,            |
| 7.   | Assemblée nationale législative, Bien national  | 2 novembre 1789 - août 1793 | - Adoption du décret des biens du clergé mis à la disposition de la Nation le 2 novembre 1789 ; - Adoption des décrets du 19 décembre 1789 et du 17 mars 1790 afin de procéder à la vente des biens nationaux pour résoudre la crise financière découlant de la Révolution. - Les biens dits de « première origine », c'est-à-dire ceux du clergé, de la couronne, des écoles, des tribunaux et autres instances supérieures, sont mis à la disposition de la Nation. - Le Jugement de Salomon fait partie des biens nationaux. - L'œuvre est envoyée au Muséum central des arts de la République pour son ouverture en août 1793. | ,            |
| 8.   | Première République, Bien national              | 2 novembre 1789 - août 1793 | - Adoption du décret des biens du clergé mis à la disposition de la Nation le 2 novembre 1789 ; - Adoption des décrets du 19 décembre 1789 et du 17 mars 1790 afin de procéder à la vente des biens nationaux pour résoudre la crise financière découlant de la Révolution. - Les biens dits de « première origine », c'est-à-dire ceux du clergé, de la couronne, des écoles, des tribunaux et autres instances supérieures, sont mis à la disposition de la Nation. - Le Jugement de Salomon fait partie des biens nationaux. - L'œuvre est envoyée au Muséum central des arts de la République pour son ouverture en août 1793. | ,            |
| 9.   | Département des peintures du musée du Louvre    | 10 août 1793 - présent      | - Le Jugement de Salomon est exposé en permanence dans les galeries du Louvre depuis son inauguration le 10 août 1793 ; - Depuis 1793, Le Jugement de Salomon est resté sous le contrôle du département des peintures du musée du Louvre, mais est en réalité une propriété de l'État français. | ,            |

## Sujet

### Résumé de l'épisode biblique

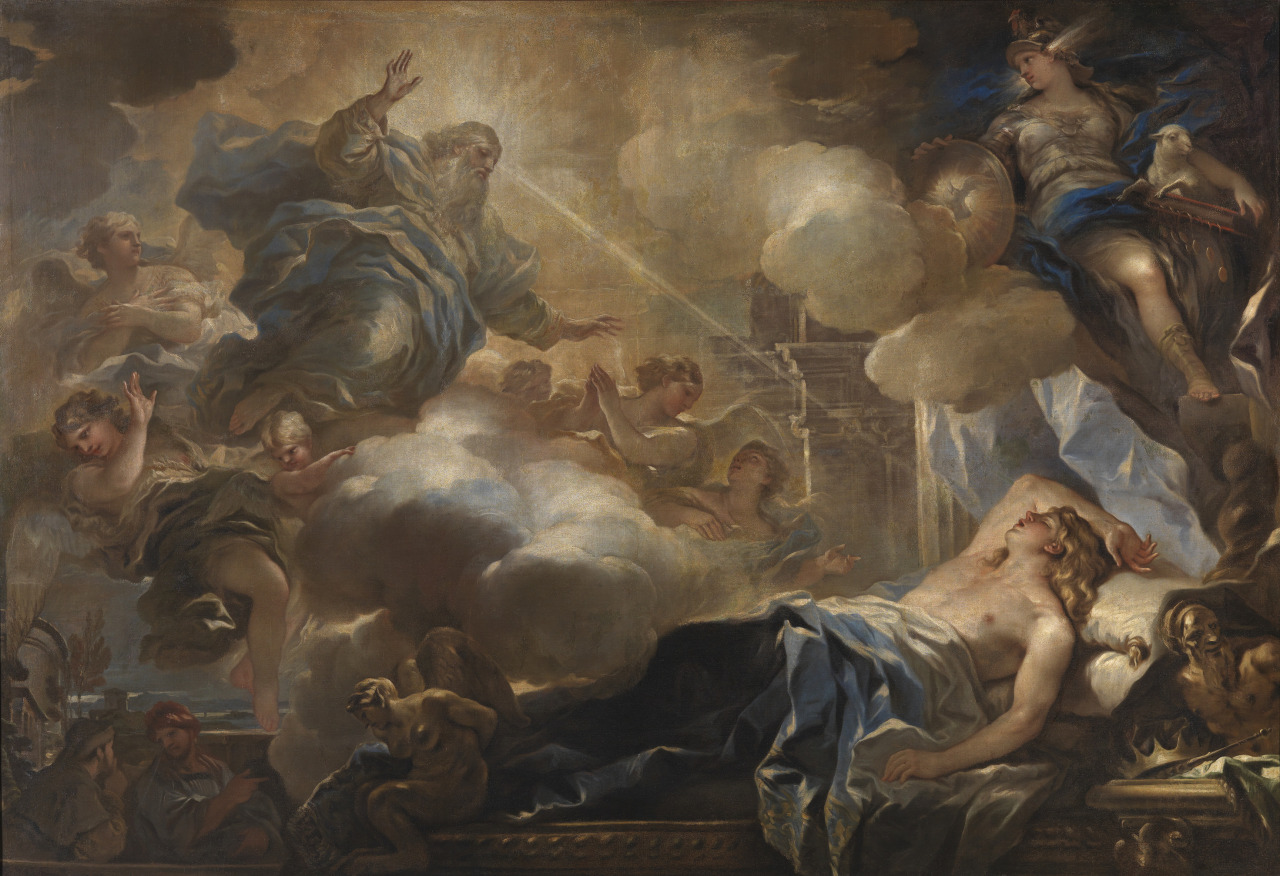
Le Rêve de Salomon, Luca Giordano (1694). C'est à Gabaon, pendant un songe, que Dieu apparaît au roi Salomon et lui offre le don de sagesse. Au lendemain de ce rêve se tient le jugement de Salomon.

Nicolas Poussin puise l'inspiration pour son œuvre dans le Premier Livre des Rois de l'Ancien Testament, qui traite de la succession de David au trône d'Israël, du règne de Salomon, son fils, ainsi que des autres rois qui le suivent jusqu'au règne et à la mort d'Achab,. Plus précisément, l'action dépeinte dans Le Jugement de Salomon de Poussin se situe au troisième chapitre, s'étalant des versets 1 à 28, où un jeune Salomon demande à recevoir de Dieu la sagesse et est confronté le lendemain à deux femmes qui se disputent la maternité d'un enfant, ce qui force le roi d'Israël, récemment couronné, à rendre une sentence en justice, une décision appuyée par le don de sagesse que Dieu vient de lui octroyer.
Les versets 1 à 15 agissent en toile de fond au jugement de Salomon : celui-ci, lors d'un songe à Gabaon, est témoin d'une apparition de Dieu, qui lui demande ce qu'il désire. Salomon lui répond, au verset 9, qu'il souhaite avoir la sagesse nécessaire pour discerner le bien du mal et guider son peuple. Dieu est ravi que Salomon ne lui ait pas demandé une vie prolongée, ou la richesse, ou la mort de ses ennemis, et il donne au jeune roi israélien l'intelligence et la sagesse souhaitées, en plus de lui offrir richesse, gloire et un prolongement de ses jours pour le récompenser de son choix. Au verset 15, Salomon est de retour à Jérusalem et offre des sacrifices en se tenant devant l'Arche d'alliance. Dans les versets 16 à 22, arrivent deux « femmes de mauvaise vie » qui se disputent devant Salomon pour déterminer à qui appartient un bébé mort et un bébé vivant, les deux s'accusant mutuellement de ne pas être la véritable mère du poupon vivant,. Puis dans les versets 23 à 28, c'est le jugement de Salomon à proprement dit, et ses conséquences,. Le roi d'Israël, feignant d'avoir trouvé la solution, ordonne au verset 25 que l'enfant soit coupé en deux et que les deux moitiés soient partagés entre les deux femmes, et c'est précisément ce verset et les deux suivants qui sont illustrés dans Le Jugement de Salomon de Poussin,. Au verset 26, Salomon est témoin, d'une part, de l'indifférence d'une des deux femmes, qui accepte le verdict, tandis que d'autre part, il est confronté à la réaction très émotive de l'autre femme, qui préfère abandonner l'enfant plutôt que de le voir souffrir et mourir,. Au verset 27, il renverse sa propre sentence et ordonne que l'on confie l'enfant à sa véritable mère, celle qui n'aurait pas toléré de voir l'enfant être coupé en deux, et enfin au verset 28, c'est tout le royaume d'Israël qui entend parler de cette histoire et de la sagesse (« divine ») du roi Salomon,.

### Interprétations de l'épisode biblique
Le jugement de Salomon, particulièrement le dénouement au verset 27, est à l'origine de l'expression « un jugement de Salomon », c'est-à-dire « un jugement intelligent et perspicace », « empreint de sagesse et d'équité », « qui partage les torts entre les deux partis »,,. Dans un autre sens, si l'on se fie davantage au verset 25 que 27, un jugement de Salomon peut prendre les allures d'un « verdict qui renvoie les parties dos à dos et met fin de la sorte au litige confus qui les oppose, quand bien même ce doit être au mépris de la justice », un jugement où « aucune partie n’est avantagée par rapport à l’autre ». Un « Salomon », expression moins usité et s'inspirant directement de l'épisode du jugement, est un monarque recommendable pour sa sagesse. En folkloristique, dans la classification Aarne-Thompson-Uther, le jugement de Salomon est noté comme étant le trope narratif 926, dans la section concernant les actions et paroles rusées, dénotant ainsi la polyvalence et les nombreuses reprises de cette histoire, notamment dans des contes.
La sentence rendue par le roi Salomon au verset 25 a été rapprochée à un autre verset biblique, celui-là dans le Livre de l'Exode, chapitre 21, verset 35, où il est écrit que « si le bœuf d'un homme blesse le bœuf de son prochain et cause la mort, les propriétaires vendront le bœuf vivant et se partageront l'argent ; quant à la bête morte, ils se la partageront également ». Pour André-Marie Dubarle, un théologien français, lorsqu'il compare les deux extraits bibliques, il conclut que la ressemblance est complète entre la solution juridique avancée dans l'Exode, c'est-à-dire le respect du Code de l'Alliance, et celle choisie par le roi Salomon pour mettre fin au litige opposant les deux mères.

En histoire de l'art, et ce depuis le Moyen Âge, le jugement de Salomon est un récit prisé par les artistes en raison du cadre dramatique et émotionnel qui circonscrit cet épisode et de la splendeur de la sentence rendue par le roi,,. Les normes picturales placent Salomon assis sur son trône d'ivoire, surélevé par rapport à la scène, au moment où il vient d'ordonner que l'on sectionne l'enfant en deux parties égales,,. Devant Salomon se tiennent les deux mères, traditionnellement réparties de part et d'autre du roi, avec l'enfant mort qui a été déposé sur le sol,,. Un soldat, épée levée et tenant d'une main l'enfant vivant (souvent à l'envers) qu'il vient d'arracher des mains de la mauvaise mère, est obligatoirement présent et est sur le point d'exécuter l'ordre de son souverain,,. Il est également attendu que des courtisans et autres sujets du roi soient témoins de l'événement, puisque ce sont eux qui répandront à travers le royaume d'Israël cette histoire en vantant la sagesse du jugement de Salomon,,. Trois instants précis de cette scène sont les plus souvent dépeints, et parfois se confondent : celui où Salomon vient d'ordonner la mise à mort de l'enfant, celui où Salomon est sur le point de changer sa sentence et celui où Salomon vient tout juste de changer sa sentence,,.

Éléments constitutifs d'un jugement de Salomon : Salomon surélevé sur son trône, les deux mères, un soldat tenant un enfant vivant, un enfant mort déposé sur le sol et des courtisans.
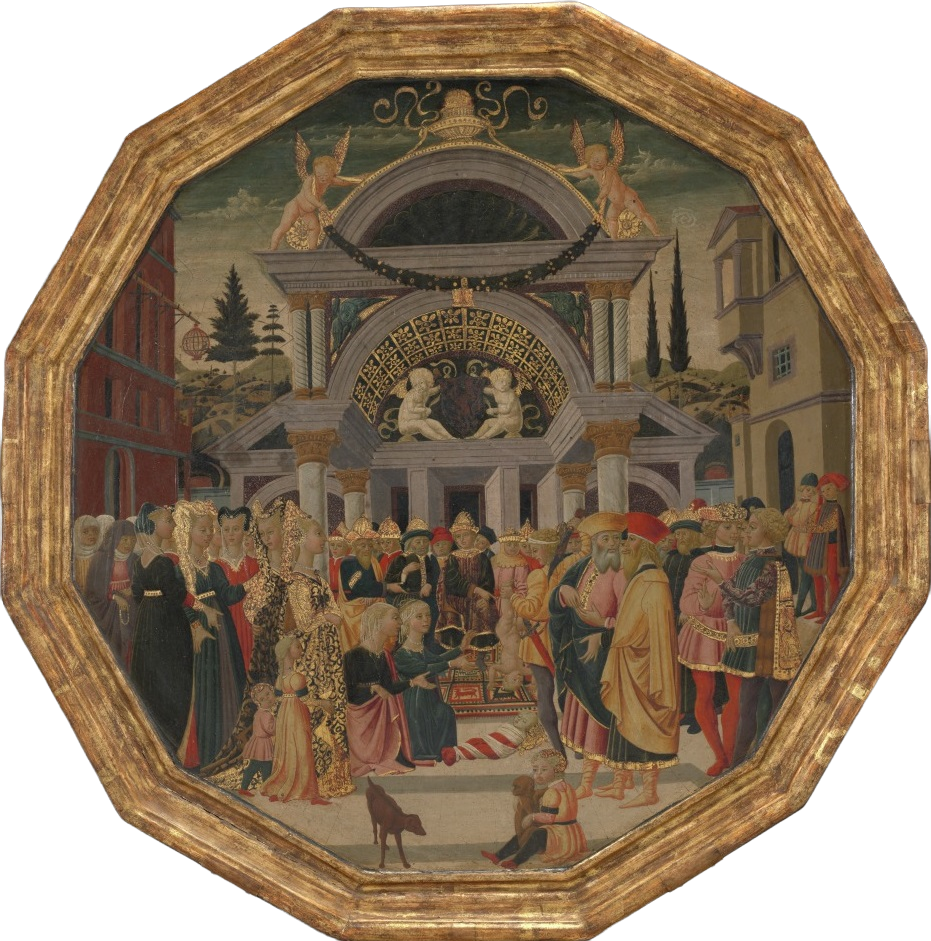
Le Jugement de Salomon, Lo Scheggia (vers 1468)[P 5].
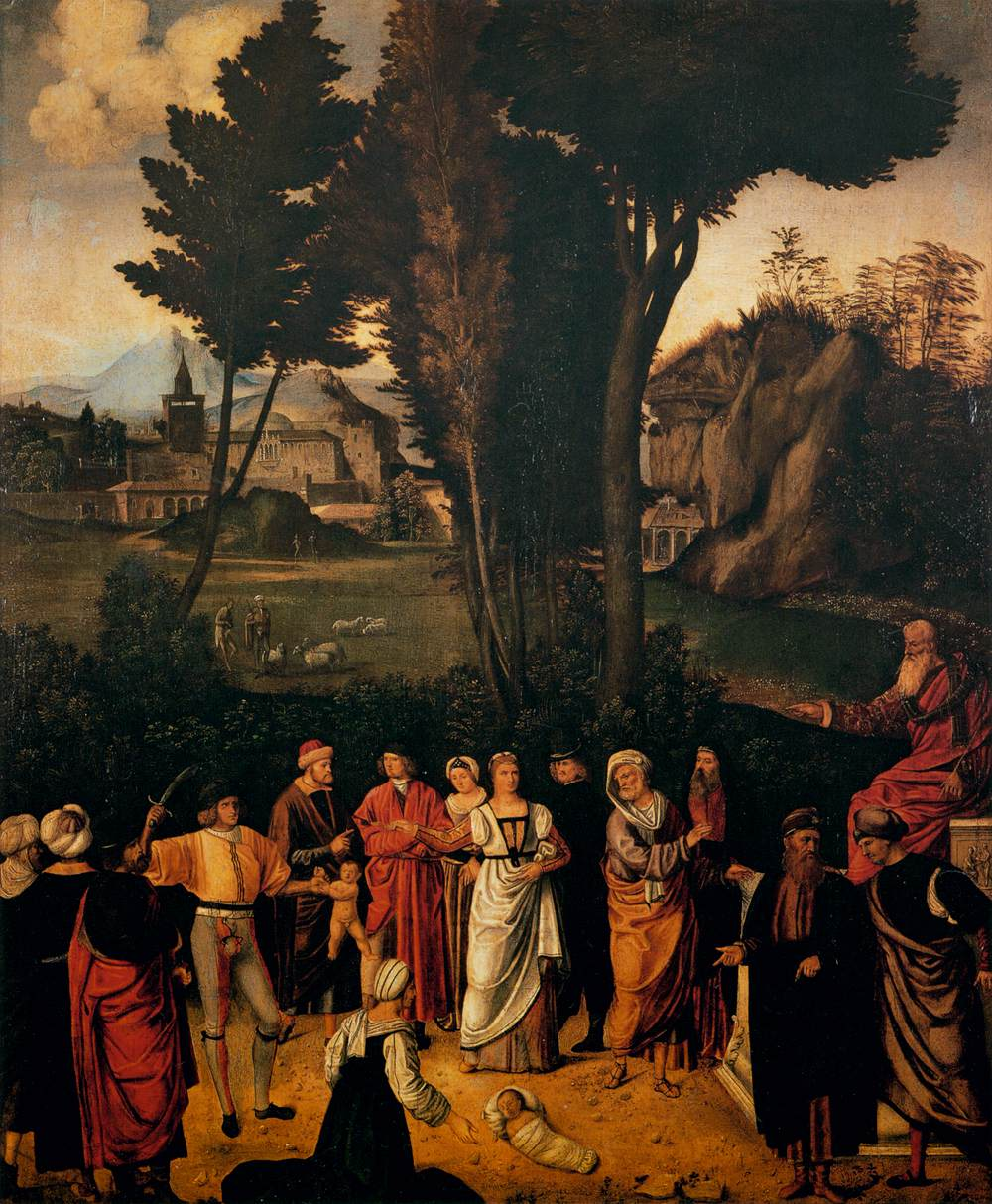
Le Jugement de Salomon, Giorgione (1500)[P 6].
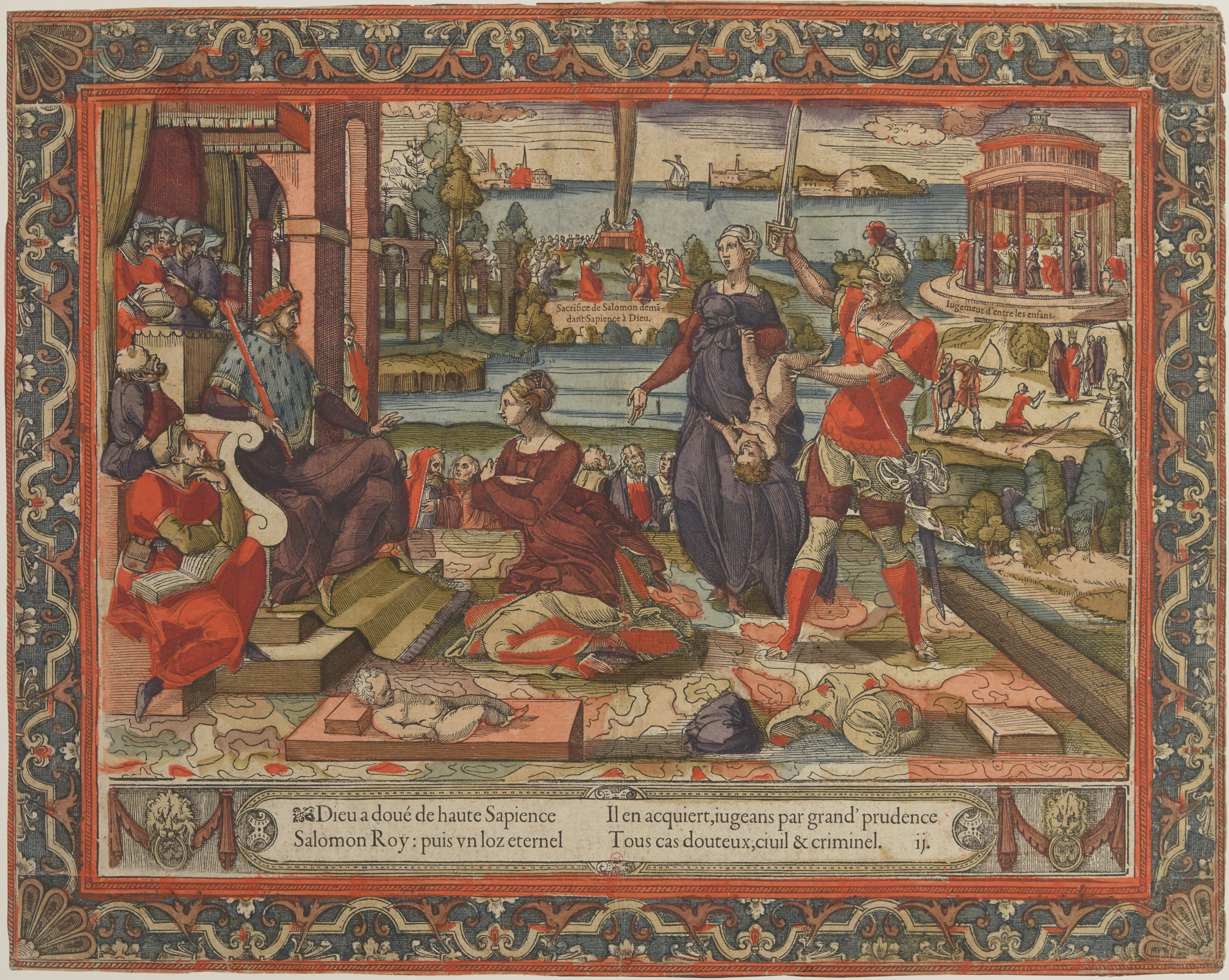
Jugement de Salomon, Atelier de Germain Hoyau, 1560[G 1].
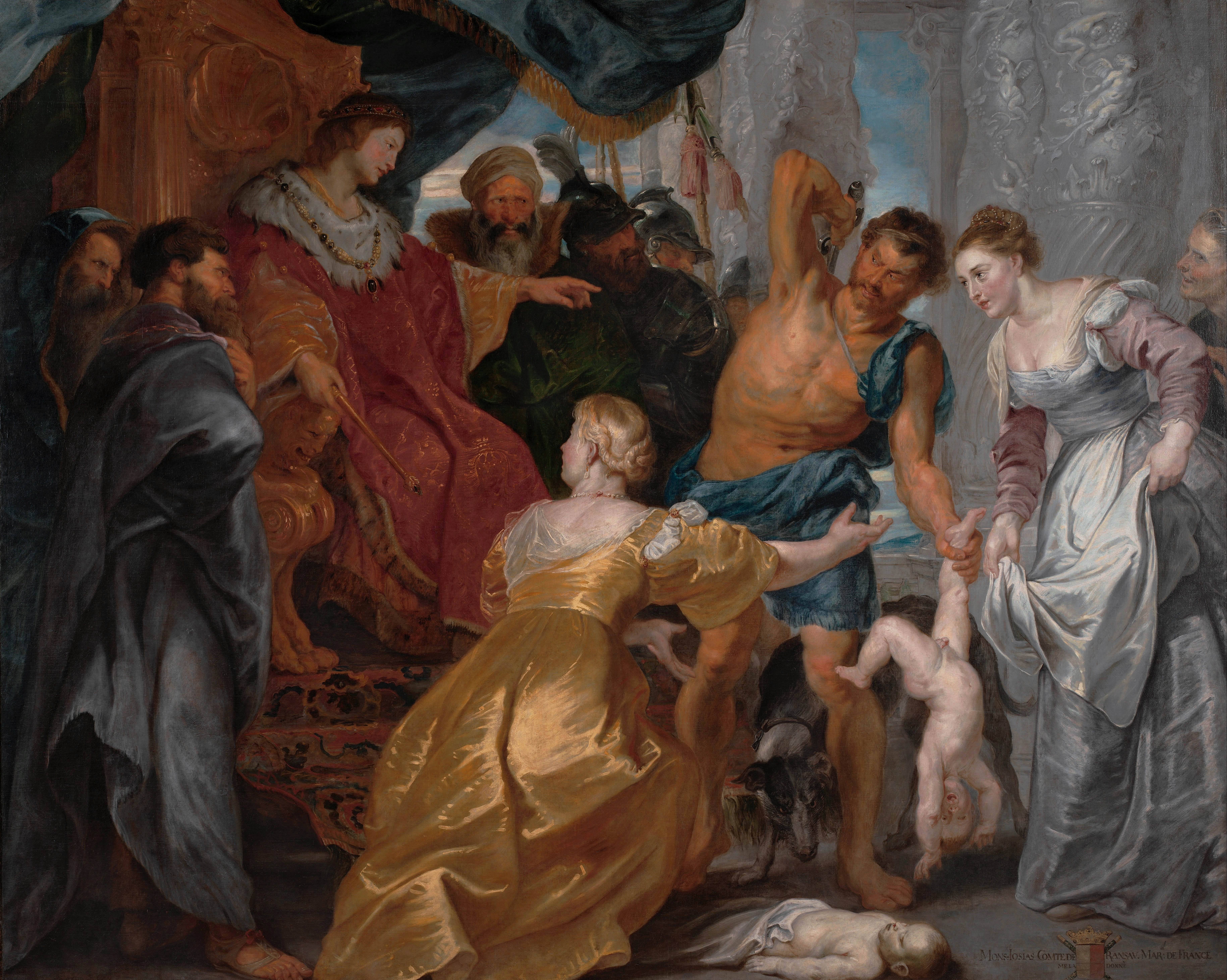
Le Jugement de Salomon, Pierre Paul Rubens (vers 1617)[P 7].
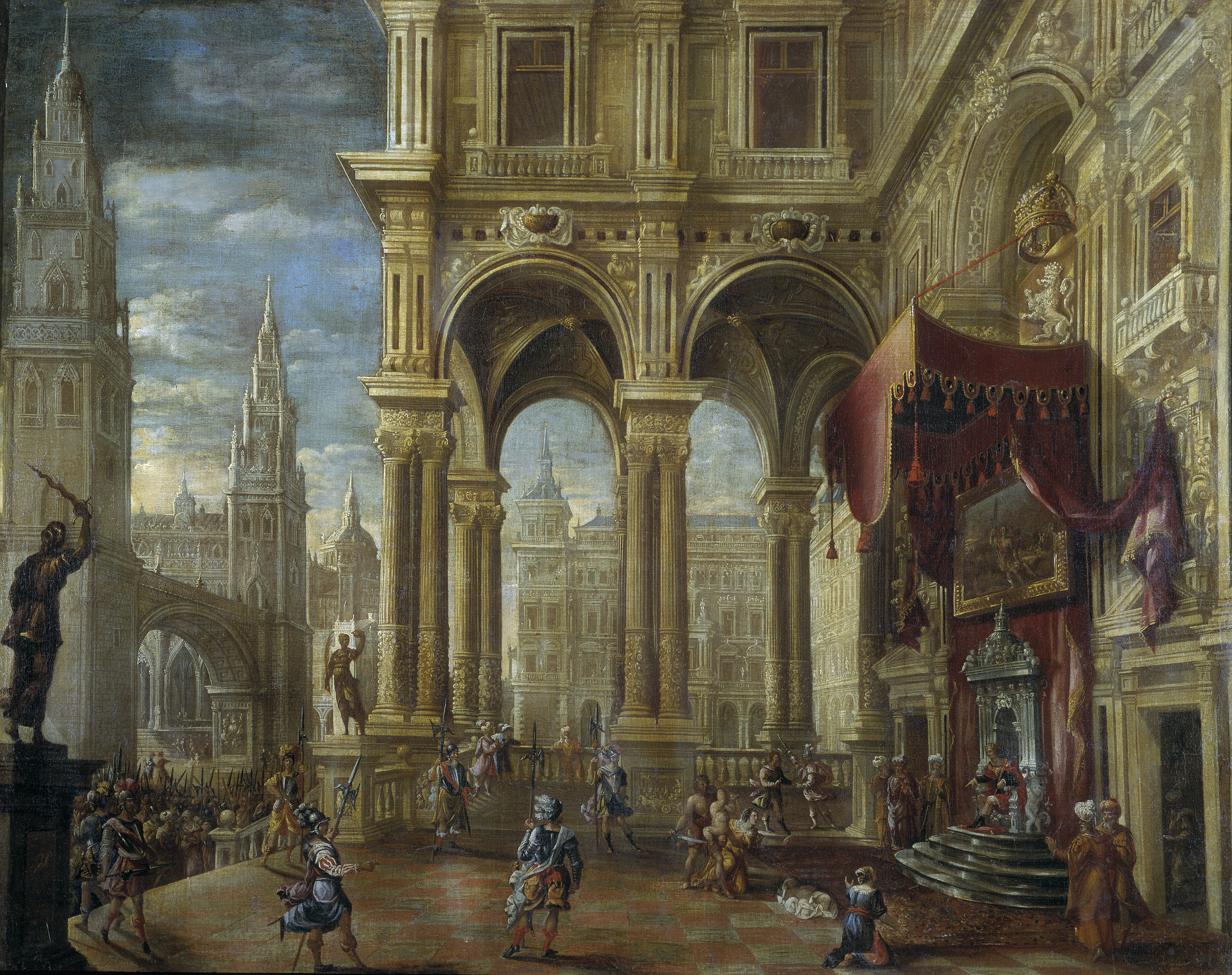
Le Jugement de Salomon, Francisco Gutiérrez Cabello (vers 1660-1670)[P 8].
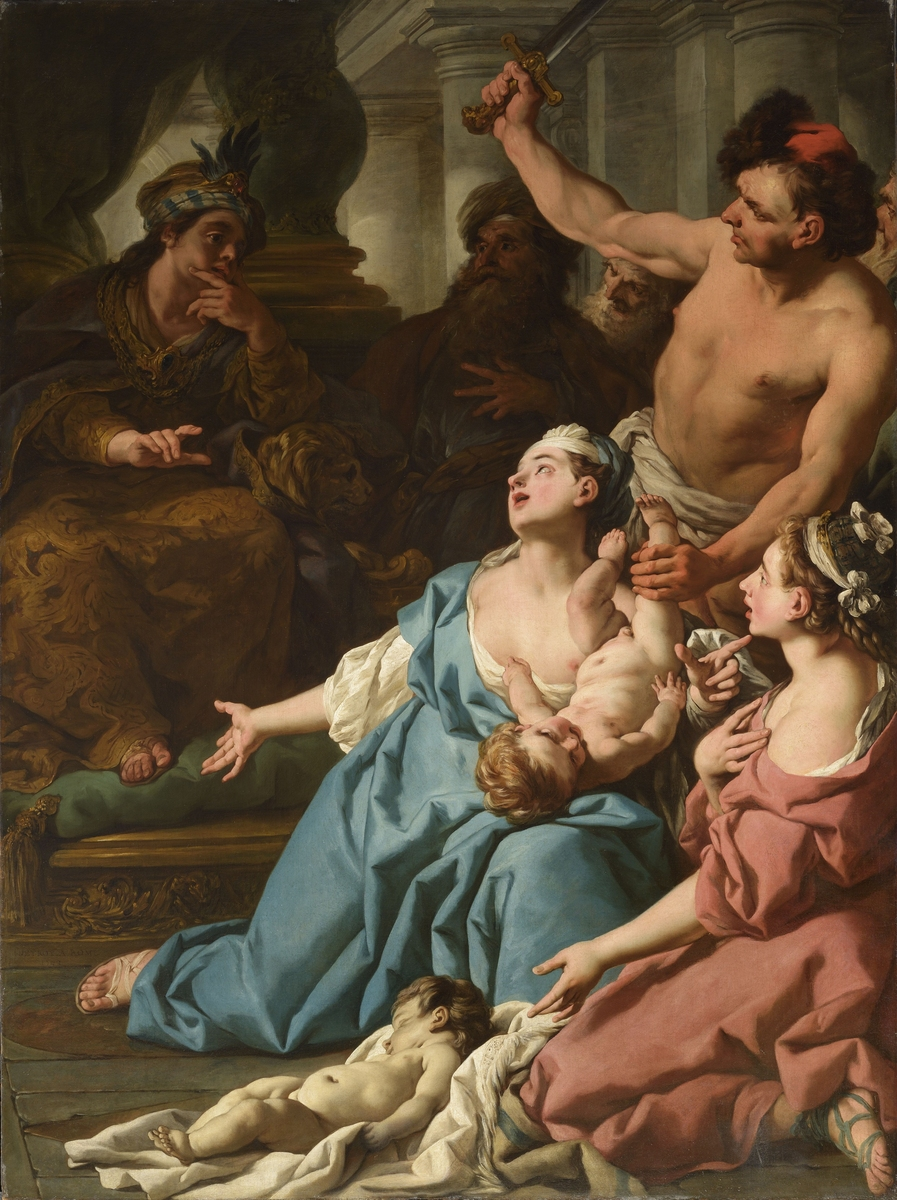
Le Jugement de Salomon, Jean-François de Troy (1742)[P 9].
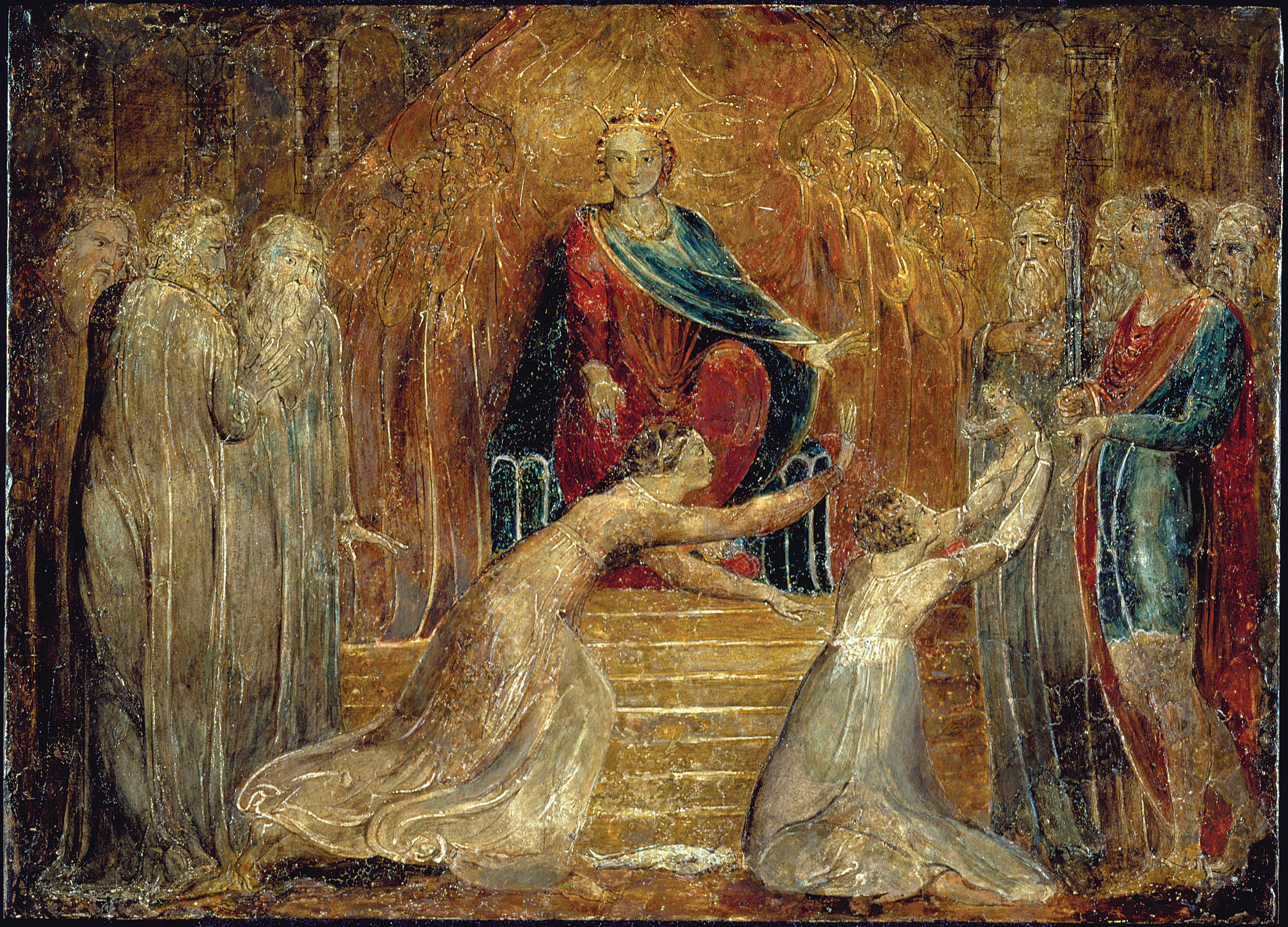
Le Jugement de Salomon, William Blake (vers 1800)[P 10].
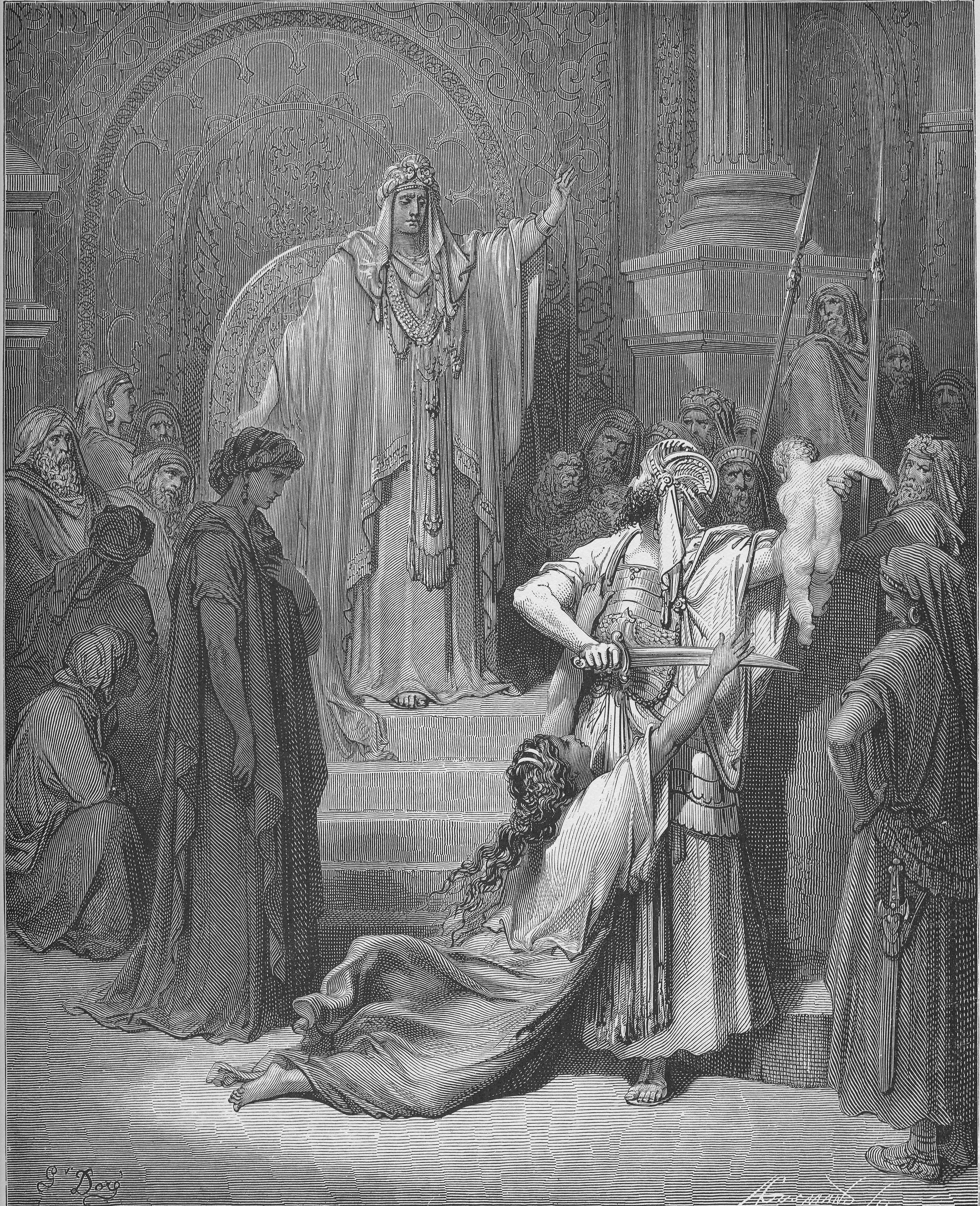
Le Jugement de Salomon, Gustave Doré (1866)[G 2].
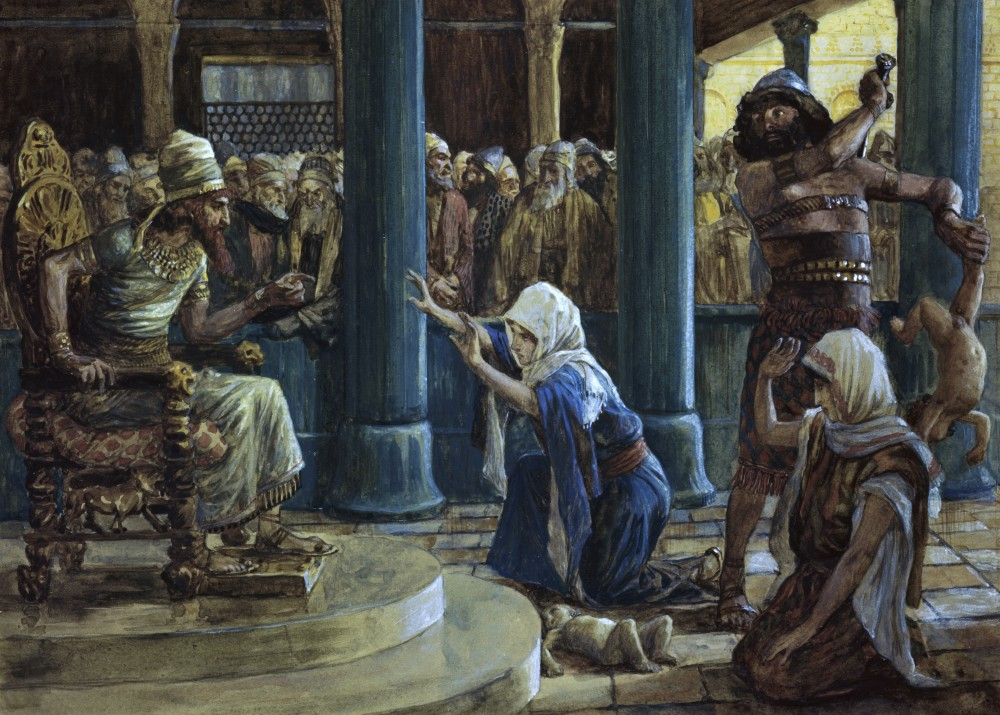
Le Jugement de Salomon, James Tissot (vers 1900)[P 11].

### Symbolique du Salomon abrahamique

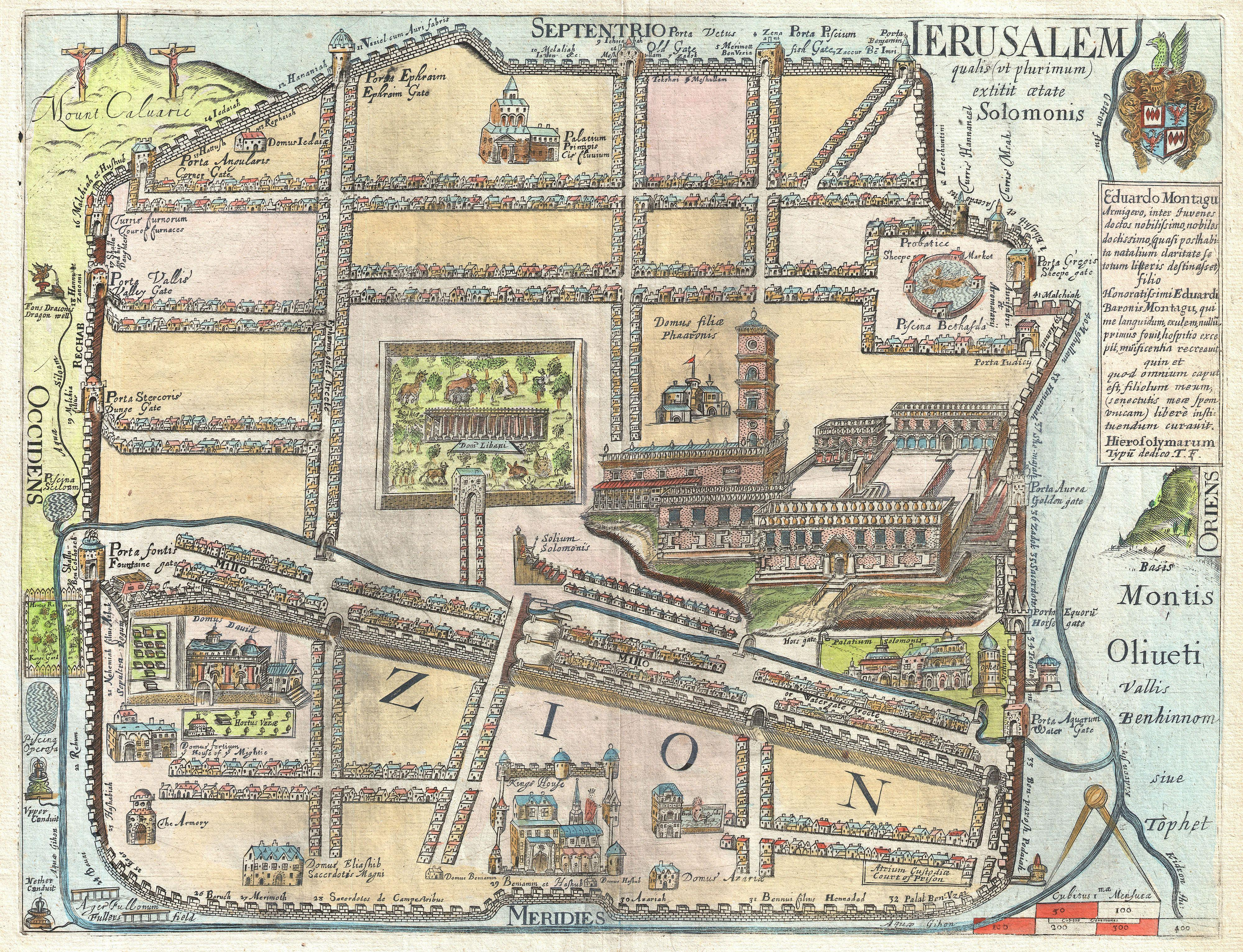
IERUSALEM qualis (ut plurimum) extitit ætate Solomonis, Thomas Fuller (1650),. Cette carte imaginaire représente la ville de Jérusalem sous le règne de Salomon (représenté au centre, sur son trône). La capitale du Royaume d’Israël est le théâtre du jugement de Salomon.

Le règne de Salomon est traditionnellement compris comme s'étant déroulé de l'an 970 à 931 avant l'ère commune,. Salomon est un nom hébraïque, שְׁלֹמֹה (shĕlōmōh), « paisible », dont la racine vient du mot hébreu שָׁלוֹם (šālōm), qui signifie « paix »,,. À partir de la racine hébraïque se forme en grec ancien Σολομών (Solomon), que le latin a repris avec la graphie Salomon,. En arabe, à la jonction de l'hébreu et du syriaque, Salomon s'écrit سُلَيْمَان (Suleiman) et signifie « homme de paix ». En plus de partager une racine étymologique commune avec ces cultures, Salomon s'avère être une figure importante dans trois grands textes sacrés des religions abrahamiques, soit le Tanakh pour le judaïsme, la Bible pour le christianisme et le Coran pour l'islam.
Le jugement de Salomon fait partie du canon judéo-chrétien. Dans le Tanakh comme dans la Bible, l'action se déroule de la même manière, presque au mot près, et se situe dans les versets 1 à 28 du troisième chapitre du Premier Livre des Rois. Son long règne de quarante ans est notamment marqué par l'érection du temple de Salomon, le premier temple de Jérusalem dédié au Dieu d'Israël,. La vie du fils de David a aussi abondamment été traitée par l'historiographe romain juif Flavius Josèphe dans ses Antiquités judaïques. Roi éclairé, bâtisseur, réputé être sage et doté d'un grand sens de la justice, Salomon est aussi traditionnellement reçu comme l'auteur du Livre des Proverbes, du Cantique des cantiques et de l'Ecclésiaste, tous trois présents dans le Tanakh et l'Ancien Testament. D'autres textes apocryphes lui sont (faussement) attribués, comme les Psaumes de Salomon, les Odes de Salomon et le Testament de Salomon. Pour les catholiques et certaines branches de l'Église orthodoxe, Salomon est traditionnellement reçu comme l'auteur du Livre de la Sagesse. Pendant tout le long de son règne, Salomon est le roi de la Monarchie unifiée d'Israël et Juda, mais à sa mort, le royaume se scinde en deux entités avec le Royaume d'Israël au nord et le Royaume de Juda au sud.
Salomon est mentionné dix-sept fois dans le Coran, particulièrement dans la sourate 21 (Al-Anbiya) et la sourate 27 (An-Naml),,. Si le jugement de Salomon de la tradition judéo-chrétienne ne figure pas dans le canon coranique, un autre récit est relaté où Salomon fait preuve de son sens de la justice,. Dans la sourate 21, alors qu'il est âgé de 11 ans et que c'est David qui règne, Salomon est au côté de son père lorsqu'est porté devant le roi d'Israël un contentieux opposant un cultivateur et un berger,,. Une nuit, le champ d'un homme est ravagé par un troupeau de moutons laissé sans surveillance et, après que le cultivateur ait fait part de la situation à David, celui-ci rend une sentence en justice,,. Le jugement de David est que le berger dédommage le cultivateur en lui donnant des moutons dont la valeur est égale aux pertes qui lui ont été causées,,. À ce moment, le jeune Salomon interpelle David et lui dit que s'il avait été le juge de cette affaire, il aurait rendu un jugement différent,,. L'enfant propose à son père que le berger travaille le champ du cultivateur et qu'il lui confie entre-temps la garde de son troupeau afin qu'il en tire un profit et il ne pourra reprendre possession de son troupeau de moutons que lorsque le champ sera redevenu comme il l'était avant,,. David apprécie la finesse du jugement de son fils, et change sa sentence au profit de celle avancée par Salomon,,.
Outre le jugement de Salomon, l'iconographie salomonique judéo-chrétienne lui a associé quelques attributs : le livre du Cantique des cantiques, le lion et le sceau de Salomon, distinct de l'étoile de David. Patron des philosophes, botanistes, devins et astrologues de l'orient abrahamique, Salomon est aussi une figure ésotérique marquante, principalement dans les domaines de l'occultisme, la démonologie et même la sorcellerie, comme en témoignent des livres tels le Clavicula Salomonis, le Lemegeton, Le Grand Grimoire et le Grimorium Verum, dont la paternité lui est (faussement) attribuée,.
Ainsi, dans les textes sacrés des trois grandes religions monothéistes, Salomon reçoit de Dieu le don de sagesse, ce qui lui confère par extension un sens de la justice très aiguisé et une érudition raffinée,. Il est universellement considéré comme un prophète majeur et un souverain riche et puissant du royaume antique d'Israël qui a profondément marqué l'imaginaire des religions juive, chrétienne et islamique,. Un autre événement de la vie de Salomon sur lequel les Écritures s'entendent, bien que les détails divergent, est celui de la visite de la Reine de Saba à la cour de Salomon, à Jérusalem,.

## Composition

### Sources d'inspirations et études

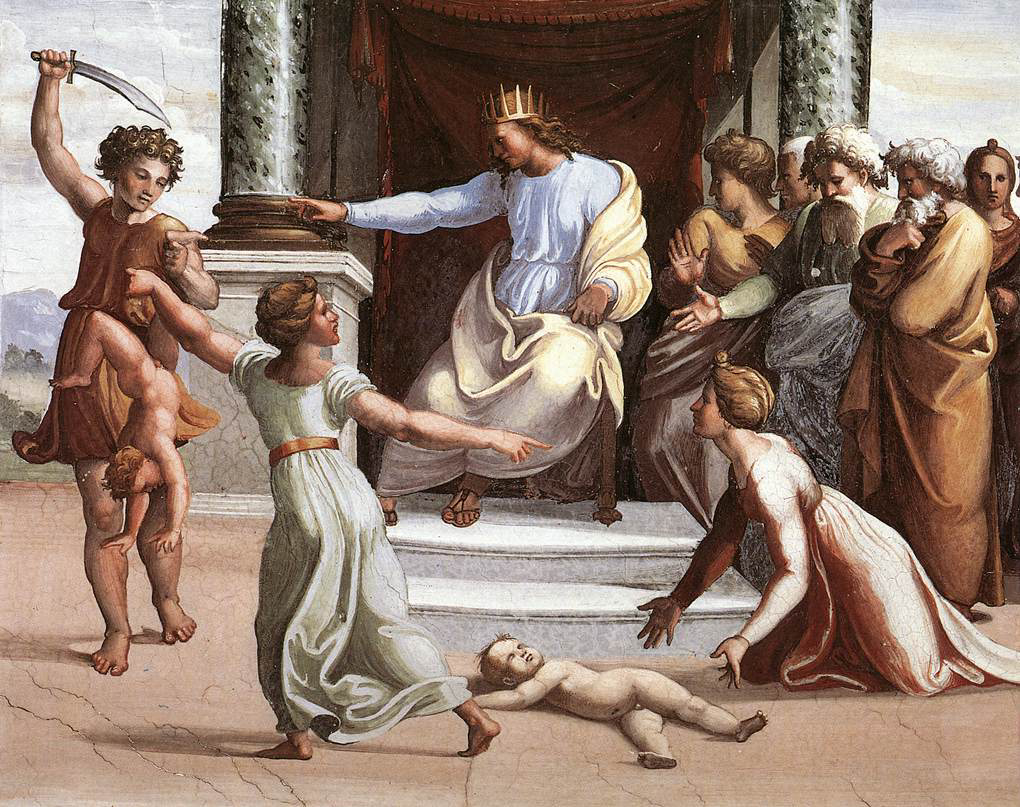
Le Jugement de Salomon, Raphaël (1518-1519). Nicolas Poussin se serait inspiré de la composition du Jugement de Salomon de Raphaël pour réaliser son tableau. Poussin considère Raphaël comme un mentor et un modèle à suivre.

Nicolas Poussin, décrit comme un descendant spirituel du peintre de la Renaissance Raphaël, s'est notamment inspiré de la composition du Jugement de Salomon (la version de 1518-1519) de ce dernier pour peindre sa propre œuvre,,. La Conversion du proconsul de Raphaël semble également avoir joué un rôle déterminant dans l'élaboration de la composition de l'œuvre de Poussin,. À ce titre, Nicolas Poussin est souvent surnommé le « nouveau Raphaël », le « Raphaël de France », ou simplement le « Raphaël français »,.
Ce qui apparait comme étant la première étude faite par Poussin est aujourd'hui conservée au musée de l'Ecole nationale supérieure des beaux-arts de Paris,. Cette étude datant d'environ 1649 est davantage fournie et populeuse que le résultat final et, surtout, beaucoup plus mouvementée. La profondeur est aussi plus ouverte, laissant entrevoir une cour circulaire par rapport au trône de Salomon, avec de nombreux autres soldats qui figurant dans cette arrière-scène. L'abondance d'acteurs sera revue à la baisse dans l'étude suivante ainsi que le tableau final, bien que l'essence de la proposition picturale ait été conservée. Poussin refermera la profondeur de sa composition en y préférant l'installation de deux fausses portes.

La seconde étude du Jugement, datée de 1649, est en fait formée de quatre fragments qui ont été recollés ensemble. Cette étude, acquise par le Louvre en 1796, démontre que Poussin a profondément remanié la gestuelle de certains personnages centraux. Dans cette étude, deux courtisans répartis de part et d'autre du roi seront aussi ultimement retirés. Pour Anthony Blunt, un spécialiste de l'œuvre de Poussin, la partie centrale à peine esquissée ne serait vraisemblablement pas de la main de l'artiste, mais un ajout effectué ultérieurement par quelqu'un d'autre.

Études du Jugement de Salomon de Nicolas Poussin.
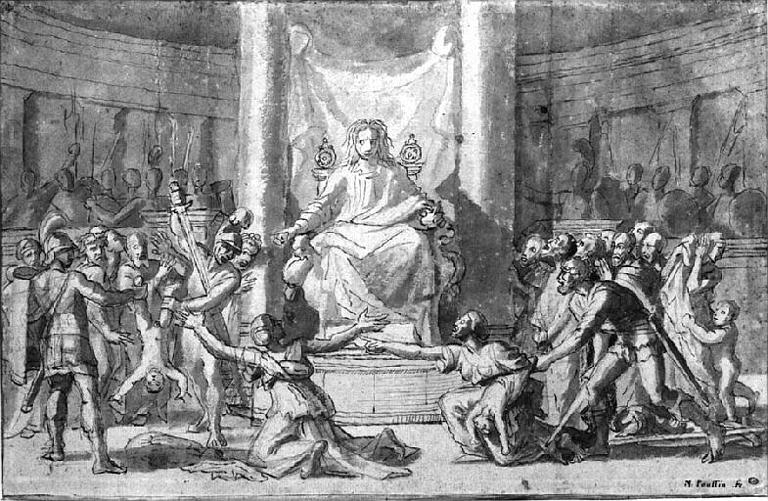
Étude du Jugement de Salomon de la main de Poussin. Au fond de ce dessin préparatoire, se trouvent de nombreux figurants que le peintre a choisi de retirer, comme en témoigne le résultat final[81].
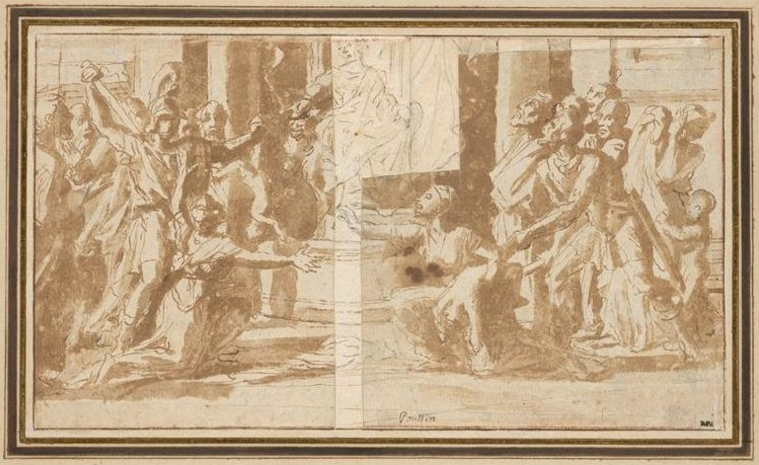
Étude avancée et reconstituée du Jugement de Salomon datant de 1649, signée par Poussin. Dans ce dessin préparatoire, la plupart des personnages sont représentés dans ce qui deviendra leur position finale, hormis deux courtisans qui seront ultimement retirés[É 2].

### Dimensions et matériaux

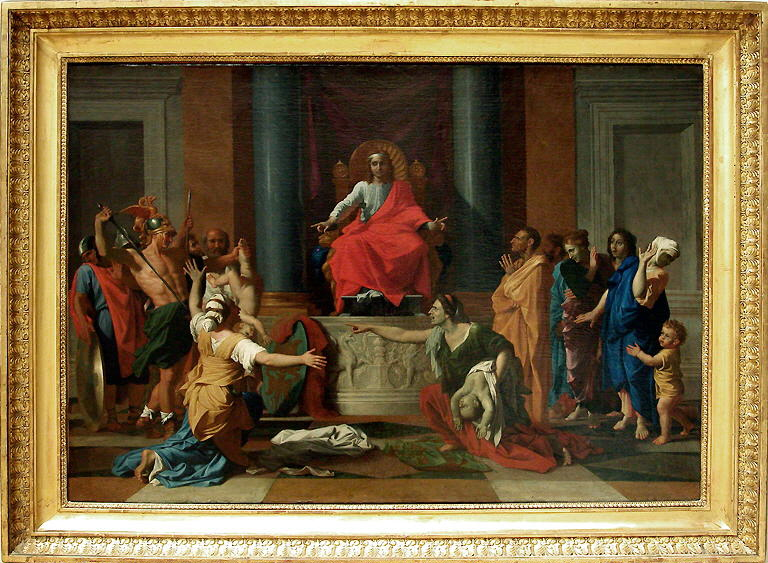
Le Jugement de Salomon de Nicolas Poussin, tel qu'exposé dans son cadre doré au musée du Louvre.

Pour le tableau final, Poussin a choisi de le produire sur une toile sergée apposée sur un canevas aux dimensions de 101 × 150 centimètres. Ceinte de son cadre, l'œuvre prend alors des dimensions de 125 × 174 centimètres. Vers 1687, Charles Le Brun, dans son inventaire des biens royaux, mesurait le tableau comme étant haut de 3 pieds un pouce et large de 4 pieds 7 pouces. Pour Nicolas Bailly, garde des tableaux de la Couronne en 1710, le tableau aurait davantage des dimensions de 3 pieds de haut sur 4 pieds 6 pouces de large. 
Avant de peindre le Jugement, l'artiste a d'abord appliqué sur la toile une couche de couleur rouge, résultat du mélange d'une ocre rouge, du carbonate de calcium et du blanc de plomb. Il a par la suite appliqué une seconde couche par-dessus la première, celle-ci de couleur brune, obtenue grâce à un mélange de terre brune, du noir de carbone et à nouveau du blanc de plomb. Ce choix de pigmentation s'est avéré déterminant pour la tonalité de la peinture, où ce sont les couleurs chaudes qui dominent la composition.
En ce qui concerne la bordure du tableau, Philippe de Champaigne mentionne en 1660 que le Jugement en est dépourvu. Puis, en 1710, il est relevé que l'œuvre est sertie d'un cadre doré, ce qui est toujours le cas en 2021.
Tout comme la vaste majorité de sa production picturale, Poussin a choisi de ne pas apposer sa signature sur Le Jugement.

### Action
Comme la plupart des itérations précédentes du Jugement de Salomon, Poussin représente cet épisode à l'instant où le bourreau s'apprête à exécuter l'ordre de Salomon. Au centre élevé du tableau, entre deux colonnes, Salomon est assis de face sur son trône d'ivoire,. Les bras et les mains de Salomon s'étendent au-dessus des deux femmes, réparties de part et d'autre du trône. La femme à la gauche du tableau écarte les bras de surprise en réaction au jugement de Salomon tandis que la femme à la droite du tableau tient un enfant mort sous le bras et pointe du doigt la femme suppliante. Les deux femmes occupent le premier plan du tableau ainsi que Salomon sur son trône, quoique un peu reculé par rapport à la scène. Au second plan, plus à gauche, un soldat torse nu tient un enfant par la cheville et s'apprête à lever son épée. Derrière ce soldat, deux courtisans et deux autres soldats, dont l'un, appuyé sur un bouclier, détourne la tête. Plus à la droite se tiennent deux hommes, trois femmes et un enfant dont les gestes expriment la frayeur. Le personnage vêtu en jaune et qui sort une main de son vêtement est traditionnellement reçu soit comme un eunuque, soit comme un conseiller philosophe,. Pareillement, les deux courtisans derrière le soldat tenant l'enfant ont été identifiés comme étant des satrapes. 
Pour le vicomte François Emmanuel Toulongeon, « tous les personnages prennent part à l'action ».

### Structure

L'Apothéose d'Homère, Jean-Auguste-Dominique Ingres (1827). La composition du Jugement de Salomon en structure pyramidale a été comparée à celle de L'Apothéose d'Homère d'Ingres, œuvre dans laquelle Poussin figure lui-même, en bas à gauche.

Charles de Brosses trouve que la composition du Jugement de Salomon est « d'une ordonnance exquise », « les parties du total y sont disposées de manière qu'il n'y en a pas une dont l'arrangement ne plaise et ne forme un ensemble, que l'œil saisit facilement tout d'un coup l'excellente perspective du lieu où l'action se passe, forme une vaste étendue dans un petit espace carré, et sert encore bien à marquer le local des figures, et à rendre leur action distincte et sans confusion ». Selon de Brosses, Poussin excelle dans les décors intérieurs en y apposant une netteté qui éclaircit l'œuvre, ce qui confère au peintre un style dont le ton est « sage, savant et régulier ». 

Dans sa Grammaire des arts du dessin, Charles Blanc, historien et critique d'art français, cite Le Jugement de Salomon de Poussin comme une composition picturale où le point de vue est réussi. Il note que les grands maîtres de la peinture, dans leurs œuvres les plus connues, placent le point de vue soit au centre du tableau, à l'intersection des diagonales, soit à égale distance des lignes latérales du cadre. Blanc décrit alors l'effet que cela produit : 

« Il en résulte une symétrie qui a quelque chose de grave, de calme, de majestueux qui convient parfaitement aux sujets religieux et aux scènes imposantes de l'histoire. L'équilibre optique produit par l'égalité des masses qui se correspondent procure à l'esprit une sorte de pondération morale. Partout où l'architecture fournit une perspective clairement écrite, le point de vue placé au milieu de la scène y appelle tout d'abord l'attention du spectateur, et ensuite l'y rappelle. Si par exemple Jésus-Christ est assis au centre du tableau dans la Cène des apôtres, les lignes qui concourent au point de vue ramènent constamment le rayon visuel sur la figure dominante, là où reviennent sans cesse les regards de l'esprit. »

— Charles Blanc, Grammaire des arts du dessin, architecture, sculpture, peinture
Pour Blanc, le même effet se retrouve dans Le Jugement de Salomon de Poussin, qui, à cet égard, a une composition corollaire à L'Apothéose d'Homère de Jean-Auguste-Dominique Ingres : « Salomon, siégeant sur le trône où il va rendre la justice, me paraît encore plus équitable à la place où le peintre nous le fait voir, dans une composition dont le balancement rigoureux semble une allusion à la souveraine impartialité du juge qui en occupe le centre ». Plus encore, en raison de la structuration géométrique de la composition, Salomon se trouve au sommet d'un triangle dont les deux femmes constituent la base. L'absence de mouvement du roi d'Israël, agencée à la structure pyramidale du tableau, accentue l'effet de la sagesse qui lui est attribuée. 
La symétrie inhérente à l'oeuvre participe à son harmonie et sa clarté,. Parmi les symétries les plus évidentes sont comprises les deux colonnes, les deux mères, la femme et le soldat qui détournent leur regard de la scène et le bouclier et l'enfant aux cheveux blonds,.

Sur son site internet personnel, Bernard Marie Collet s'adonne à une analyse rigoureuse du Jugement de Salomon. Il note ses observations en ce qui a trait à la structure du Jugement : 

« [Salomon] occupe presque le centre du tableau et sur un haut piédestal, il domine la scène. Les deux colonnes qui l'encadrent et les lignes de fuite du pavement accentuent cette centralité. Le front du jeune roi est le sommet d'un triangle qu'amorce ses deux bras écartés. C'est le triangle de la tragédie qui se noue. Cette symétrie remarquable n'est pas sans évoquer les plateaux de la balance, symbole habituel de la justice. […] Le soldat, dont la tête dépasse celle des autres personnages, solidement campé, saisit l'enfant par un pied, cette position renversée renforce l'effet dramatique, il dégaine son épée et commence la rotation de son arme qui lui permettra de frapper. La femme de droite dit : 'Il ne sera ni à moi ni à toi, partagez!' C'est ici le mouvement le plus rapide et violent : la main pointée au bout de son bras est comme une autre arme dirigée contre l'enfant. Cette projection de la femme en avant est renforcée par son décalage vers la gauche par rapport aux axes de la composition. Remarquez aussi le parallélisme entre l'inclinaison de cette femme agressive et l'inclinaison de l'épée. »

— Bernard Marie Collet, Nicolas Poussin - Le jugement de Salomon
L'universitaire Arik Jahn observe que l'une des deux femmes est traversée par la diagonale du tableau alors que l'autre s'en esquive. L'ensemble de la composition semble pencher du côté gauche du tableau, en raison de l'intensité de l'action qui s'y déroule. 
Francesco Algarotti, cité par Charles de Brosses, conclut que « la mesure que le Poussin a communément choisie pour la hauteur de ses personnages, est celle dont les peintres devraient presque toujours faire choix, comme de la plus favorable, parce que c'est la forme où l'œil embrasse le plus facilement tout le sujet du tableau ». Selon Algarotti, cette manière judicieuse qu'a Poussin d'élaborer ses tableaux est ce qui en fait la réussite. 

Structure du Jugement de Salomon de Nicolas Poussin.
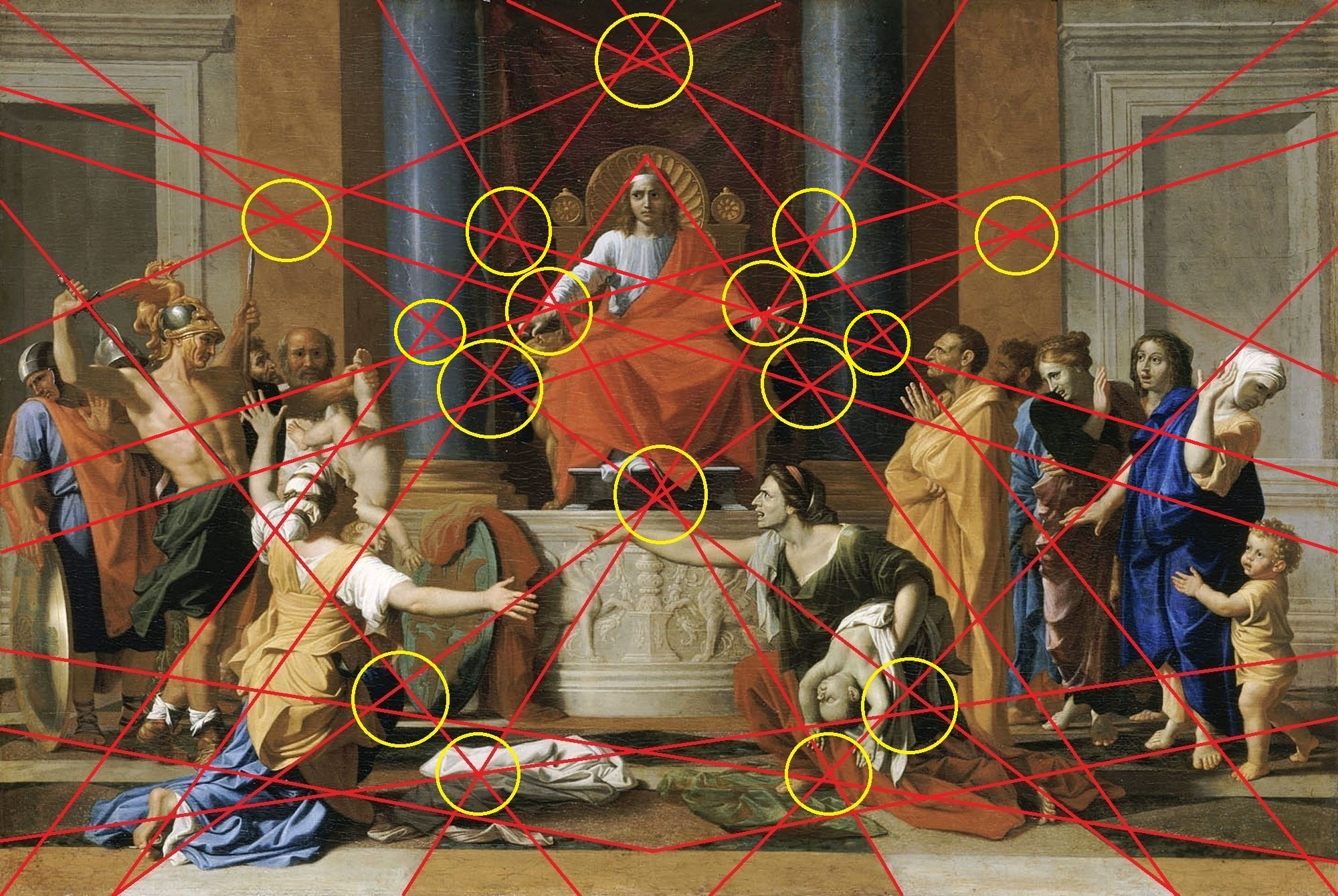
Lignes diagonales.
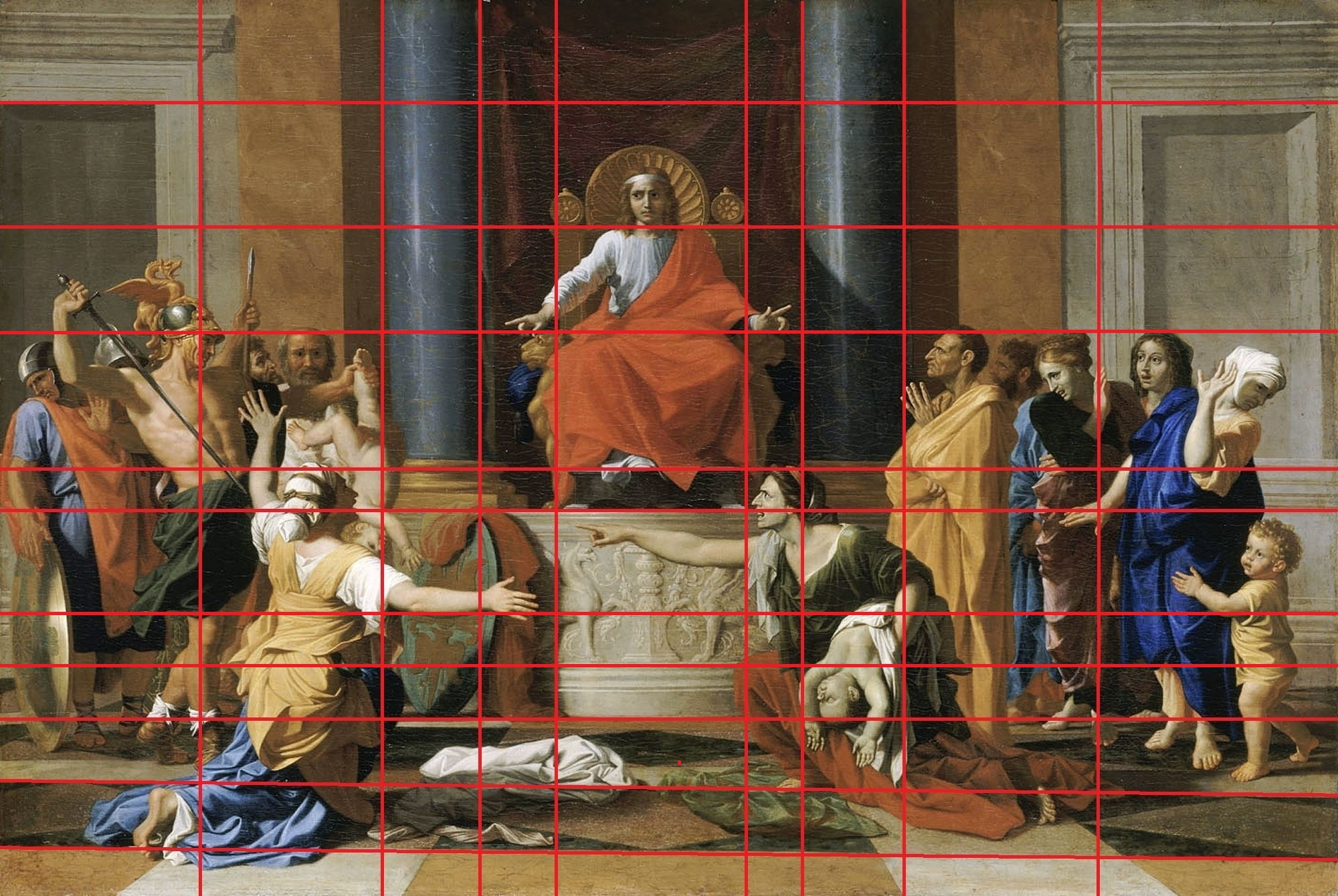
Lignes droites.
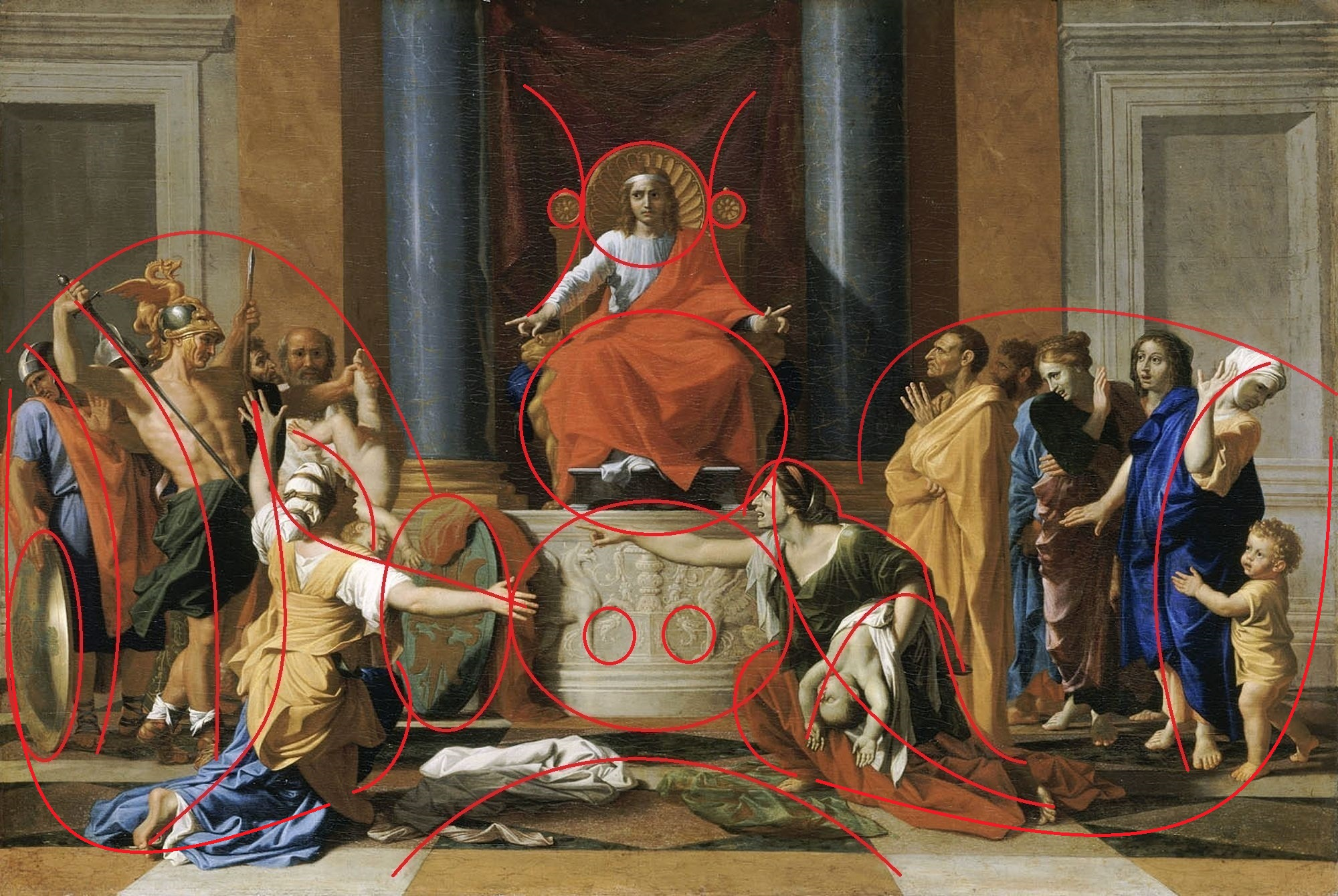
Lignes courbes.
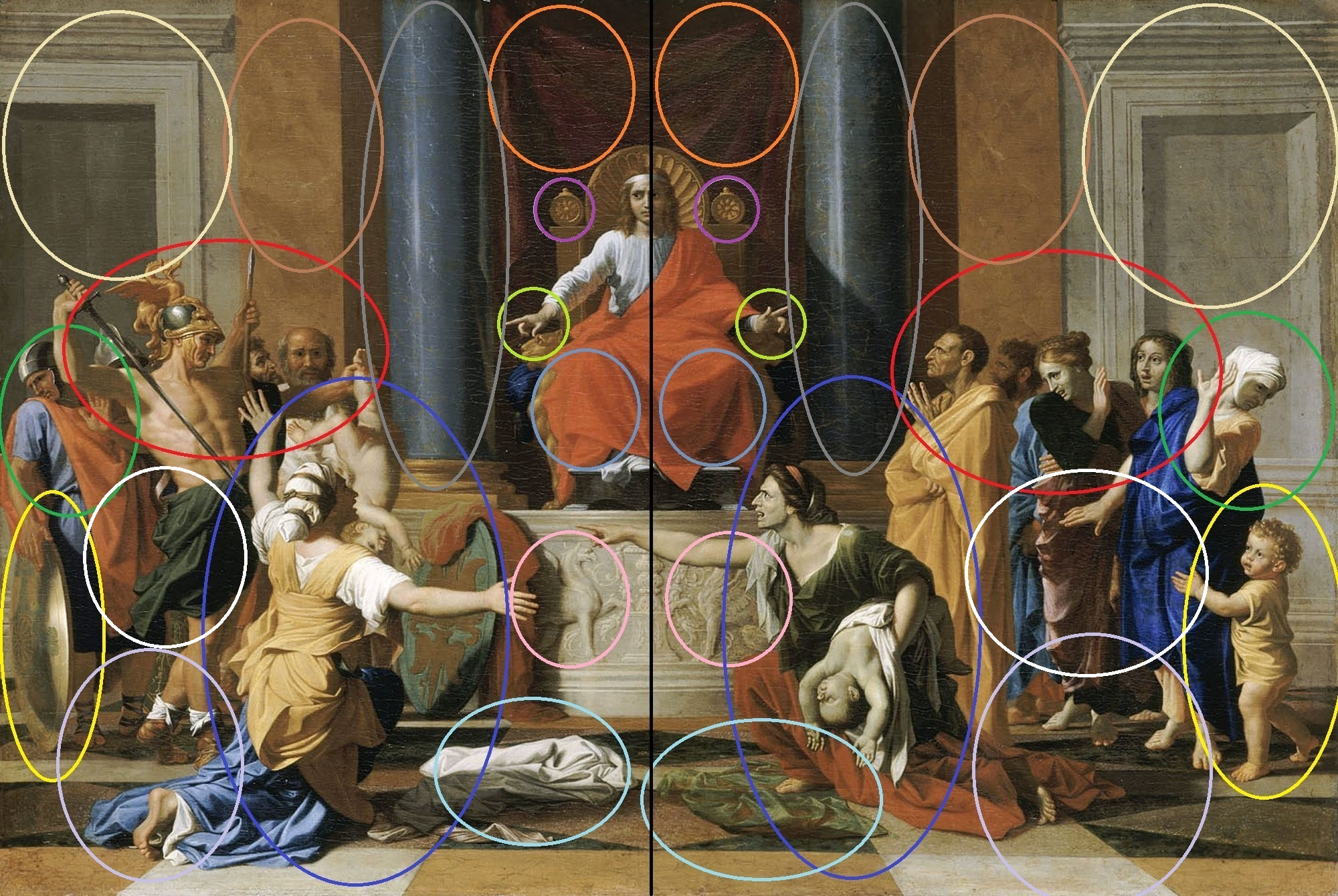
Symétrie et équivalences.

### Couleurs
Bernard Marie Collet indique que la source de lumière provient de la gauche du tableau et agit latéralement, illuminant ainsi le dos de la femme située à gauche ainsi que la chemise de Salomon. Arik Jahn note aussi dans un article publié en 2015 que le visage de Salomon est baigné par l'ombre et la lumière, 
Pour ce qui est de l'analyse de la palette de couleurs, Collet note qu'en raison de la dominance du jaune et des tons ocres, la tonalité générale du Jugement est chaude. Plus spécifiquement, Collet décortique quatre couleurs précises avec les objets avec lesquelles elles sont en relation :
- Rouge : manteau de Salomon, cape du soldat de gauche, manteau du bouclier appuyé sur le trône, robe de la mère de droite, le rideau assombri derrière Salomon ;
- Bleu : bleu saturé du manteau de la femme à droite, un rappel assombri à gauche du trône, bleu lumineux de la mère de gauche, un bleu retenu dans le soldat à gauche et une femme à droite ;
- Vert : le soldat qui tire son épée, carnation de l'enfant mort et de la mère accusatrice de droite ;
- Jaunes et ocres : murs et carrelage, jaune lumineux pour la mère protectrice, jaune saturé du conseiller philosophe (à la gauche de Salomon), l'or du trône, la base des colonnes[95].

François Emmanuel Toulongeonapprécie « les couleurs laqueuses du fond, les couleurs de lapis-lazuli, le coussin blanc », qui sont d'une belle harmonie de couleurs La femme perçue comme étant la mauvaise mère est « sale et débraillée », en contraste direct avec l'autre mère, dont le traitement pictural a été plus tendre. Arik Jahn relève davantage la symétrie chromatique de l'œuvre et souligne que les couleurs des robes des femmes trouvent un écho sur le côté opposé, et aussi que le bouclier doré à gauche complètement est équilibré par l'enfant blond à droite.

Chromatisme du Jugement de Salomon de Nicolas Poussin.
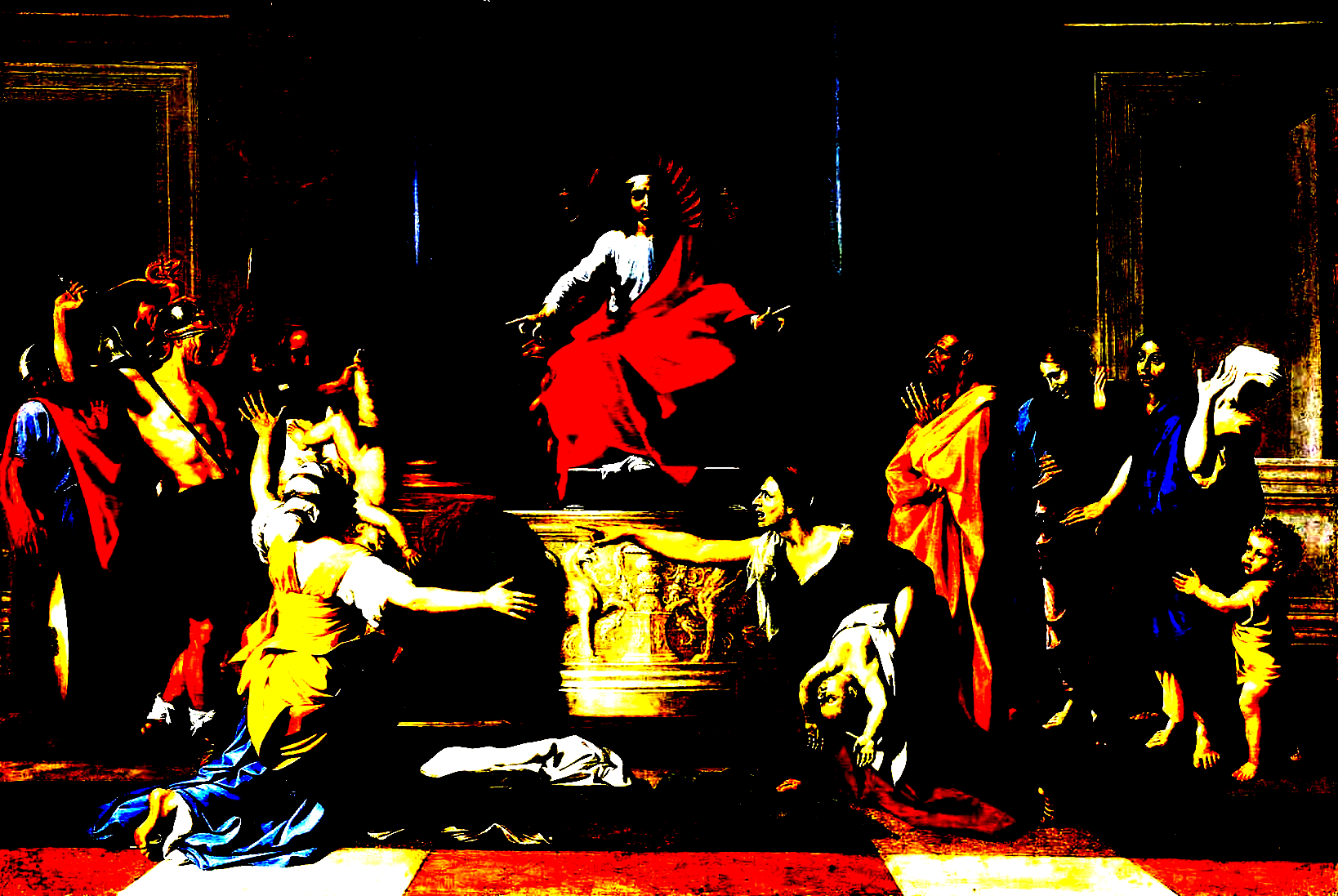
Contraste.
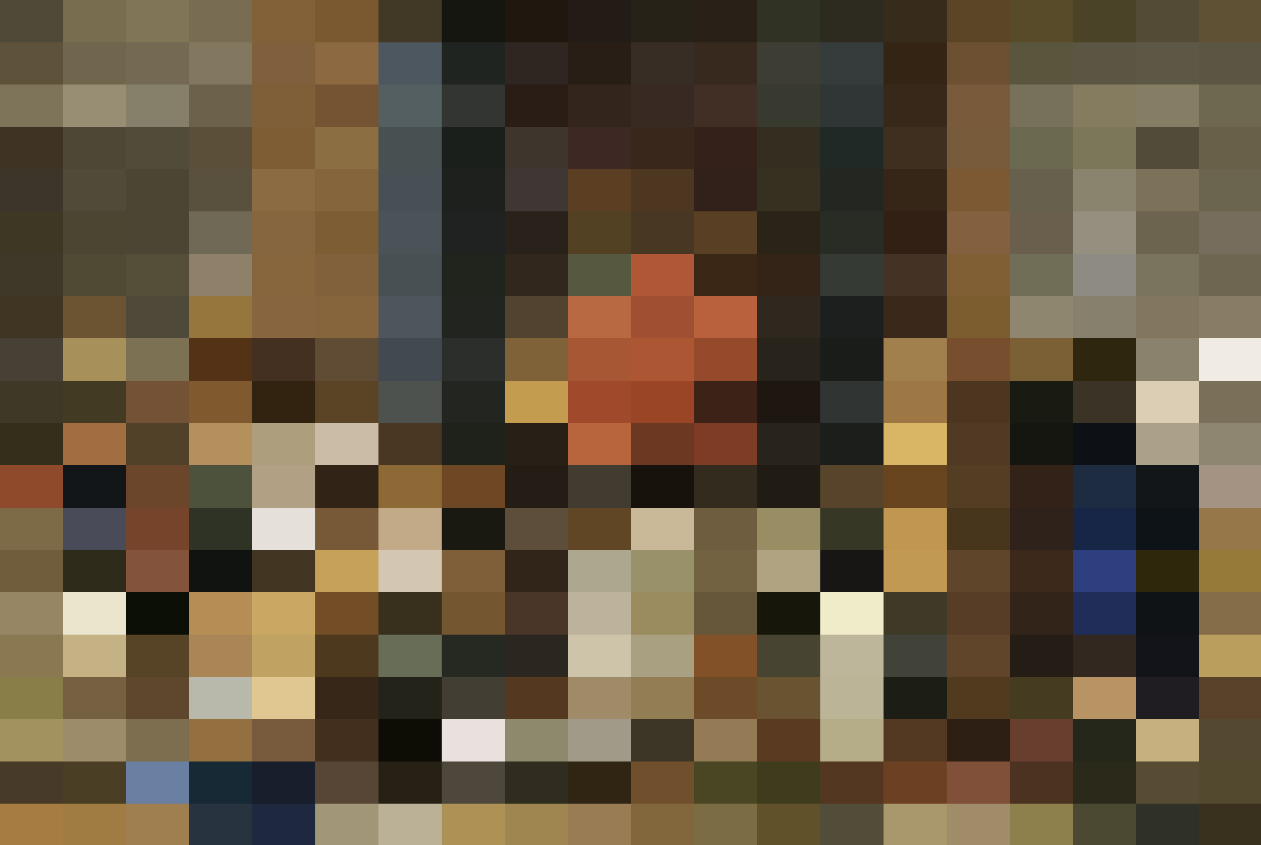
Palette de couleurs.
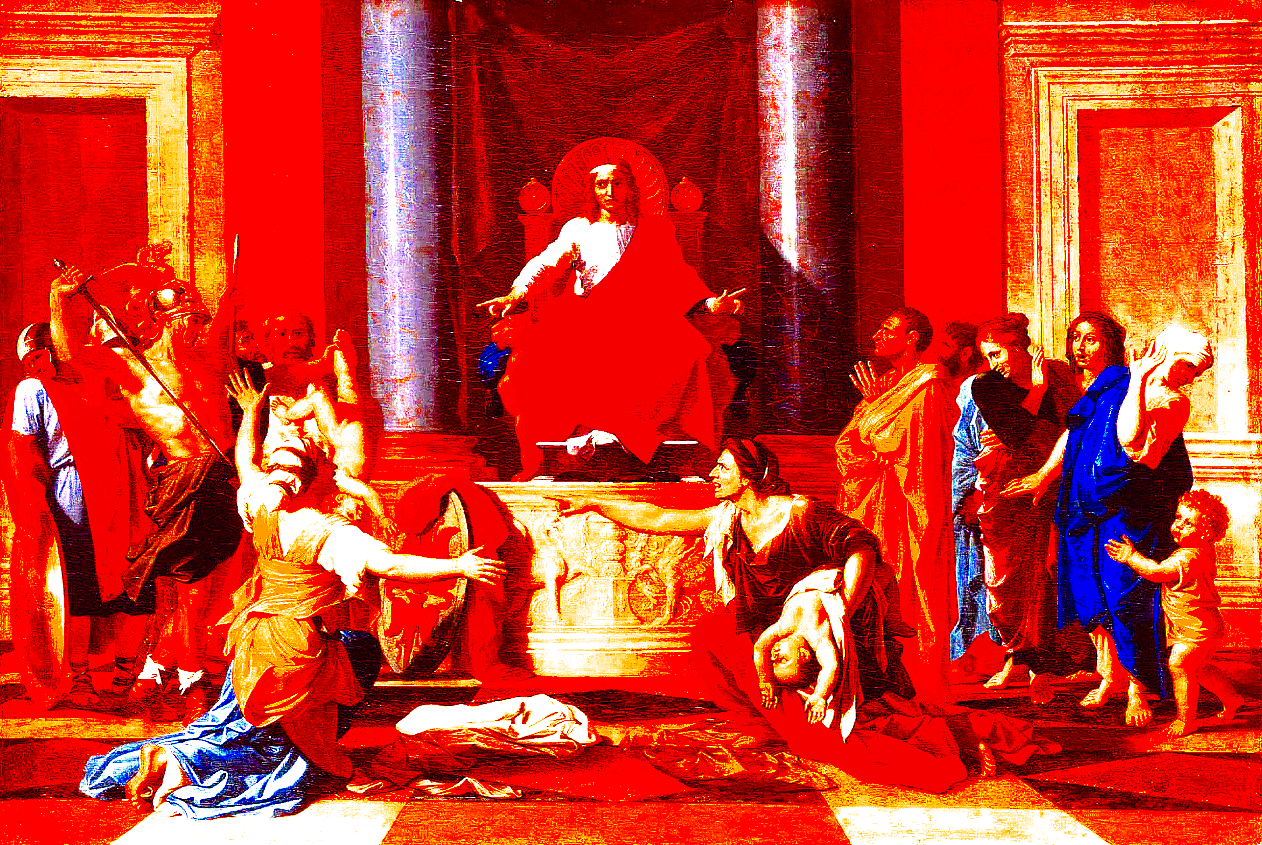
Couleurs chaudes et froides.

### Style

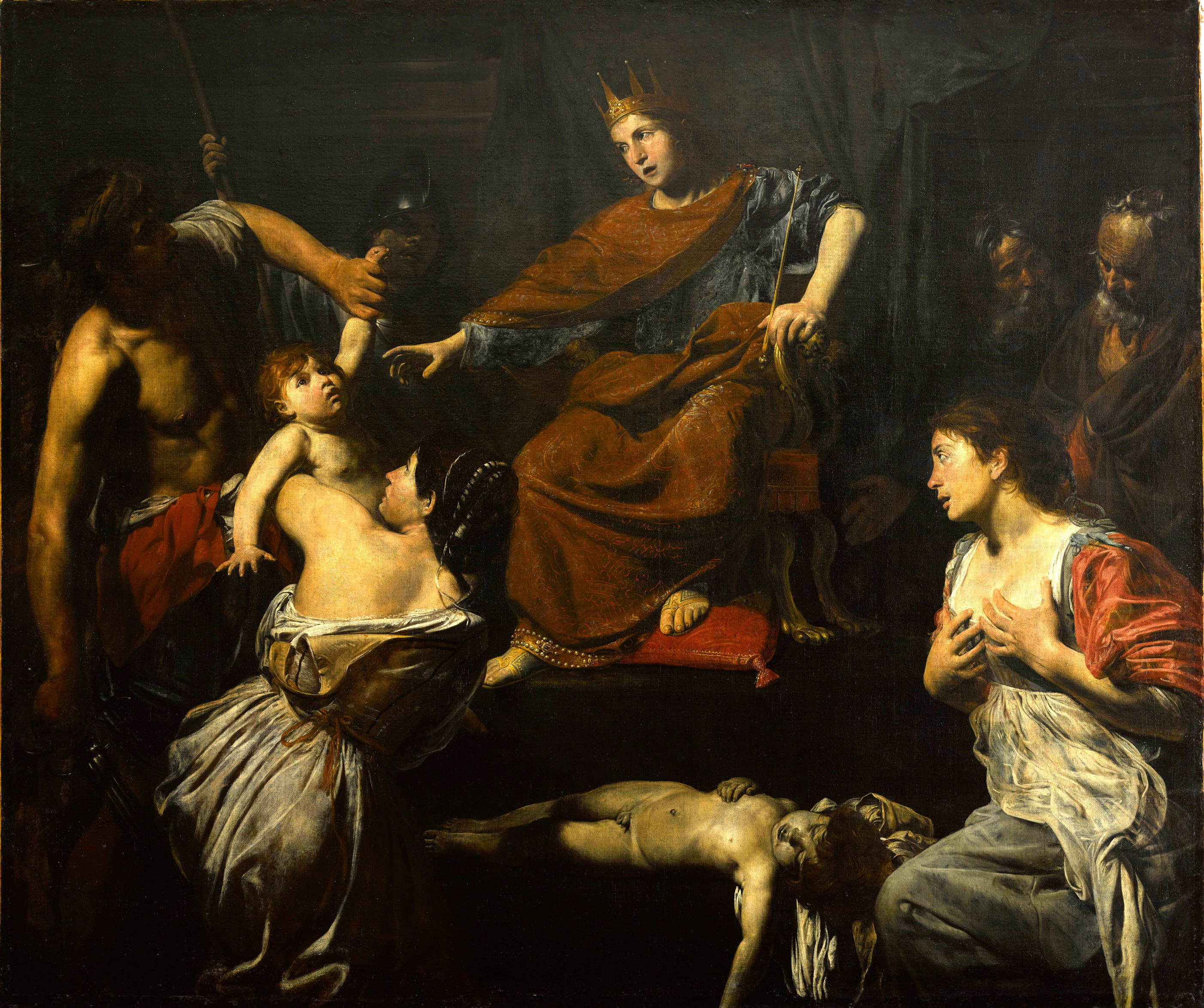
Le Jugement de Salomon, Valentin de Boulogne (1627-1629). Ce jugement de Salomon est souvent comparé à celui fait par Nicolas Poussin. Le traitement choisi par le Valentin (clair-obscur caravagesque et composition dramatique en mouvement) est beaucoup plus baroque que celui de Poussin, davantage inspiré par le courant du classicisme,.

Ce tableau de Nicolas Poussin, bien qu'influencé par une certaine sensibilité baroque, est principalement caractérisé par une approche classique axée sur l'ordre, une harmonie figée et sur la maîtrise des émotions et du passionnel. En plus de sa grande symétrie et de la clarté de l'action, Le Jugement de Salomon incarne nombres de propositions picturales capitales de l'École de France,. 
La tonalité, l'esthétique et la morale classiques l'emportent sur le désordre provoqué par de fortes émotions, que le roi Salomon dominent. L'arrière-plan architectural, marqué par sa symétrie et sa sérénité, reflète les principes du classicisme, tout comme la composition rigoureusement équilibrée. La lumière diffuse une atmosphère de paix et d’harmonie, caractéristiques du style classique. La raison du jeune roi, qui rétablit l'ordre par sa justice, incarne la sagesse et le contrôle, valeurs fondamentales du classicisme. Le soldat, dans une posture maîtrisée, accomplit son geste sans passion, sans cruauté, représentant la retenue propre à l’idéal classique. Salomon lui-même est peint dans une posture stable et symétrique, son drapé droit et sa position assurée symbolisant la maîtrise et l'autorité. Par cette disposition picturale s'incarne le triomphe de la raison sur le passionnel et le mensonge se réaffirme les valeurs du classicisme, dominées par l'ordre et la modération.

### Thèmes
En choisissant de peindre cet épisode biblique, « Poussin a illustré le thème du sage confronté aux passions humaines, conflit rendu par la rigueur et la symétrie de la composition, les attitudes des différents personnages et la juxtaposition des couleurs ». Dans son intégralité, Le Jugement de Salomon de Poussin se veut une figuration de la justice dans son sens large. Salomon, au centre du tableau, « pèse le pour et le contre et paraît incarner le symbole même de la justice, à savoir la balance ». 
Pour Arik Jahn, l'équilibre de la composition picturale est une représentation en soi de la thématique de la justice présente dans l'œuvre. 
Oskar Bätschmann, un historien de l'art suisse, insiste sur la grande tension qui règne dans l'œuvre en raison de la sévérité du jugement de Salomon (avant qu'il ne change d'avis au dernier instant), et il décrit comment l'image que dépeint Poussin de son Salomon est celle d'un juge impartial, augmentée d'une allégorie du souverain bon et juste.

## Réception critique

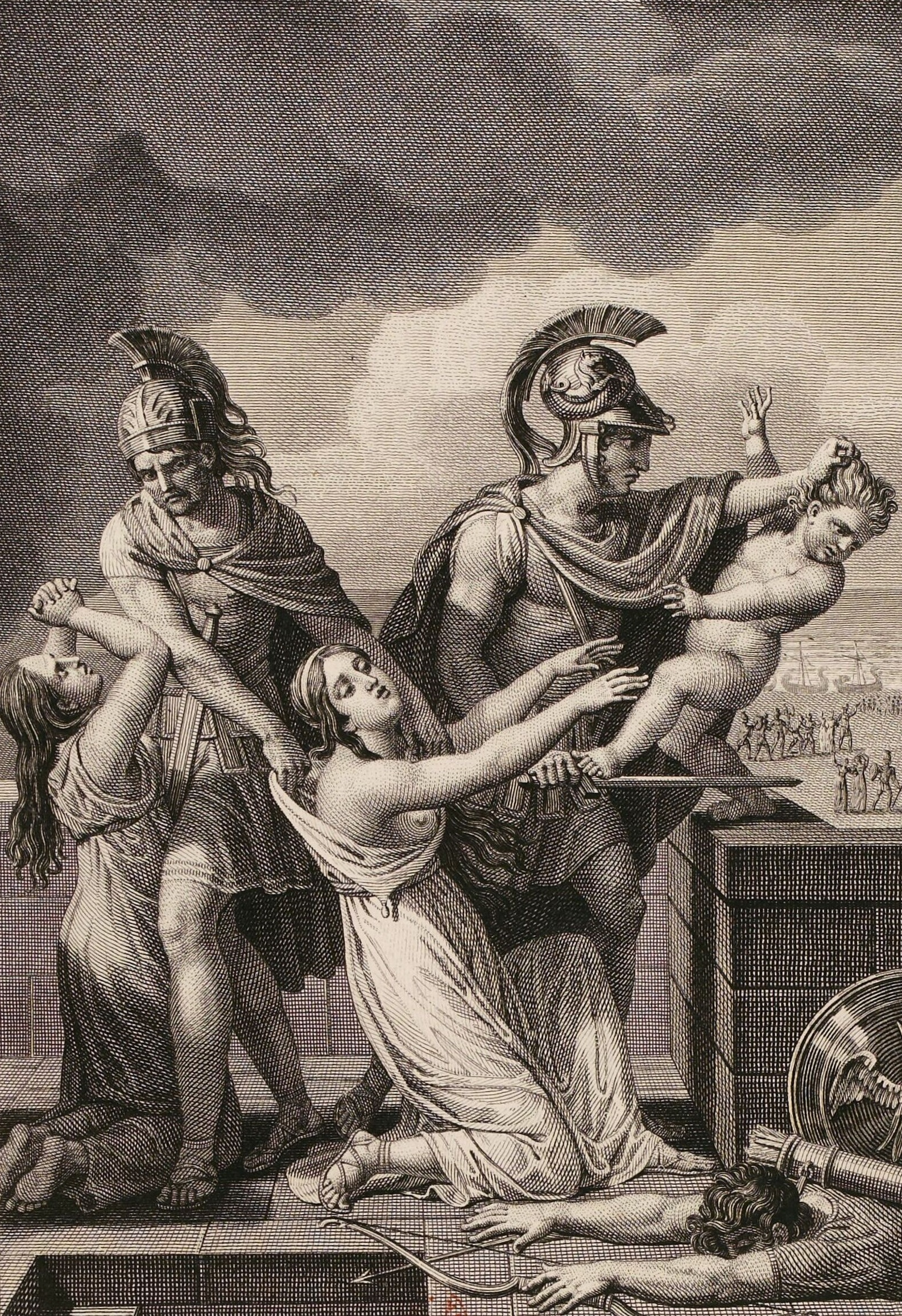
Les mésaventures de la bonne mère dans Le Jugement de Salomon sont comparées à celles vécues par Andromaque, une Troyenne qui n'a pas pu sauver son enfant lorsque Néoptolème (ou Ulysse, les sources varient), le fils d'Achille, s'est emparé de son fils Astyanax pour le jeter du haut des murailles de la ville conquise de Troie,.

Dans un recueil où il traite de la science des artistes et discourt sur des observations générales, Alexandre Lenoir, médiéviste et conservateur de musée français, dédie un chapitre sur l'amour paternel et maternel. En ce qui concerne l'aspect maternel, il prend notamment comme exemple, outre l'Andromaque de la pièce de théâtre éponyme de Jean Racine, la figure de la mère dans Le Jugement de Salomon de Nicolas Poussin afin d'illustrer son propos tout en encensant la réussite de l'œuvre autour de cette thématique :

« Certes, il connaissait le coeur d'une mère aussi bien que Racine, ce Poussin qui a peint, d'une manière si admirable, le Jugement de Salomon. Ce tableau doit servir de modèle à tous ceux qui voudront rendre le sentiment qu'éprouve une mère qui voit son enfant près d'être immolé sous ses yeux ; elle aimera mieux renoncer à son fils que de lui voir perdre la vie. Je cite ce tableau, parce qu'il exprime à la fois et la tendresse d'une véritable mère et les sentiments de celle qui, ne l'étant pas, veut passer pour l'être. Deux femmes se disputent un enfant : l'une en est la mère, l'autre prétend l'être. L'affaire est douteuse, comment la décider? « Qu'on partage cet enfant en deux, et qu'on en donne une partie à chacune de ces femmes, » dit le sage Salomon. L'une y consent, l'autre renonce à son titre de mère, et cède son enfant, pour l'arracher à la mort. « Celle-ci est la véritable mère, » dit le roi ; et la contestation est terminée. Les peintres et les poètes ont souvent l'occasion de présenter l'amour maternel porté à la dernière extrémité par le danger de l'être qui en est l'objet ; et je ne crois pas que les uns et les autres puissent trouver de plus beaux exemples à suivre dans l'expression de cette passion, qui domine tous les intérêts et est au-dessus de tous les sacrifices, que dans Racine et Poussin. »

— Alexandre Lenoir, La Vraie science des artistes
Jean-François Sobry, auteur d'une Poétique des arts, porte un jugement similaire sur la même œuvre : « Le Jugement de Salomon, de Poussin, offre des détails aussi parfaits ; mais c'est un trait si connu, que tout spectateur instruit peut se faire un plaisir de se les développer à lui-même. Nous faisons toutefois observer la pose superbe, tranquille, et presque symétrique de Salomon, assis sur son trône, au milieu du tableau. Tout y concourt à porter dans l'esprit l'idée de l'élévation, de l'impassibilité, de la pénétration du juge. Il n'y a pas, jusqu'aux lignes et aux parallèles, dans l'architecture, qui n'y annoncent la présence de la justice. Et ce n'est pas la seule fois que Poussin a su faire concourir le matériel de sa composition avec l'effet moral de son tableau ».
Pour l'auteur d'un article paru dans une revue encyclopédique en 1826, Poussin est l'un des plus grands génies que la France ait produits. Il explique en ces termes ce qui fait de Poussin, pour lui, un grand maître de la peinture :« La gravité de son style, la belle ordonnance de ses compositions, la vérité et la variété d'expression de ses divers personnages, sont un sujet continuel d'admiration et d'étude. Dans le nombre des ouvrages de ce maître que possède le Musée, il en est un, Le Jugement de Salomon, qui offre au plus haut degré tous les genres de mérite que je viens de signaler ».
Charles-Paul Landon, peintre, graveur et historien de l'art français, écrit pour sa part qu'il « est impossible de mieux rendre, que ne l'a fait le Poussin, la joie féroce empreinte sur le visage livide de la mauvaise mère, et qui parait dans son geste impératif ». Il poursuit en ajoutant que « les figures de ce tableau sont parfaitement dessinées » et que « les draperies sont ajustées avec ce goût noble et sévère que Poussin avait puisé dans l'étude de l'antique ». Pour Pierre-Marie Gault de Saint-Germain, « on doit regarder ce tableau comme un des plus grands modèles de l'art de l'imitation dans l'expression, [on] ne peut rien penser au-dessus des caractères et des sentiments qui animent les acteurs de cette scène ». Maria Graham, voyageuse et autrice anglaise, écrit que Le Jugement de Salomon « est considéré comme un des plus beaux ouvrages du Poussin, et peut-être qu'aucun peintre n'a mieux traité ce sujet ». Elle note cependant qu'il « n'y a pas assez de beauté chez les femmes, et leur expression de violence excite plutôt l'horreur que la sympathie » ».
Pour François Emmanuel Toulongeon, cette œuvre de Poussin « est au-dessus des éloges ; c'est même parmi les chefs-d'œuvre du Poussin, un modèle de sentiment, d'expression, d'esprit et de moralité ». Charles de Brosses abonde dans le même sens et déclare qu'il s'agit non seulement de l'un des meilleurs tableaux de Poussin, mais aussi l'un des meilleurs tableaux de chevalet qu'il connaisse. Pour Oskar Bätschmann, à travers Le Jugement de Salomon peut être décelé l'envie que Poussin avait que les conflits religieux en France cessent, et qu'au débat émotionnel se superpose une idée de justice, de sagesse et d'équité. André Félibien note conclusivement et simplement que Le Jugement de Salomon « est admirable pour la correction du dessin, et la beauté des expressions ».

### Attributions d'erreurs

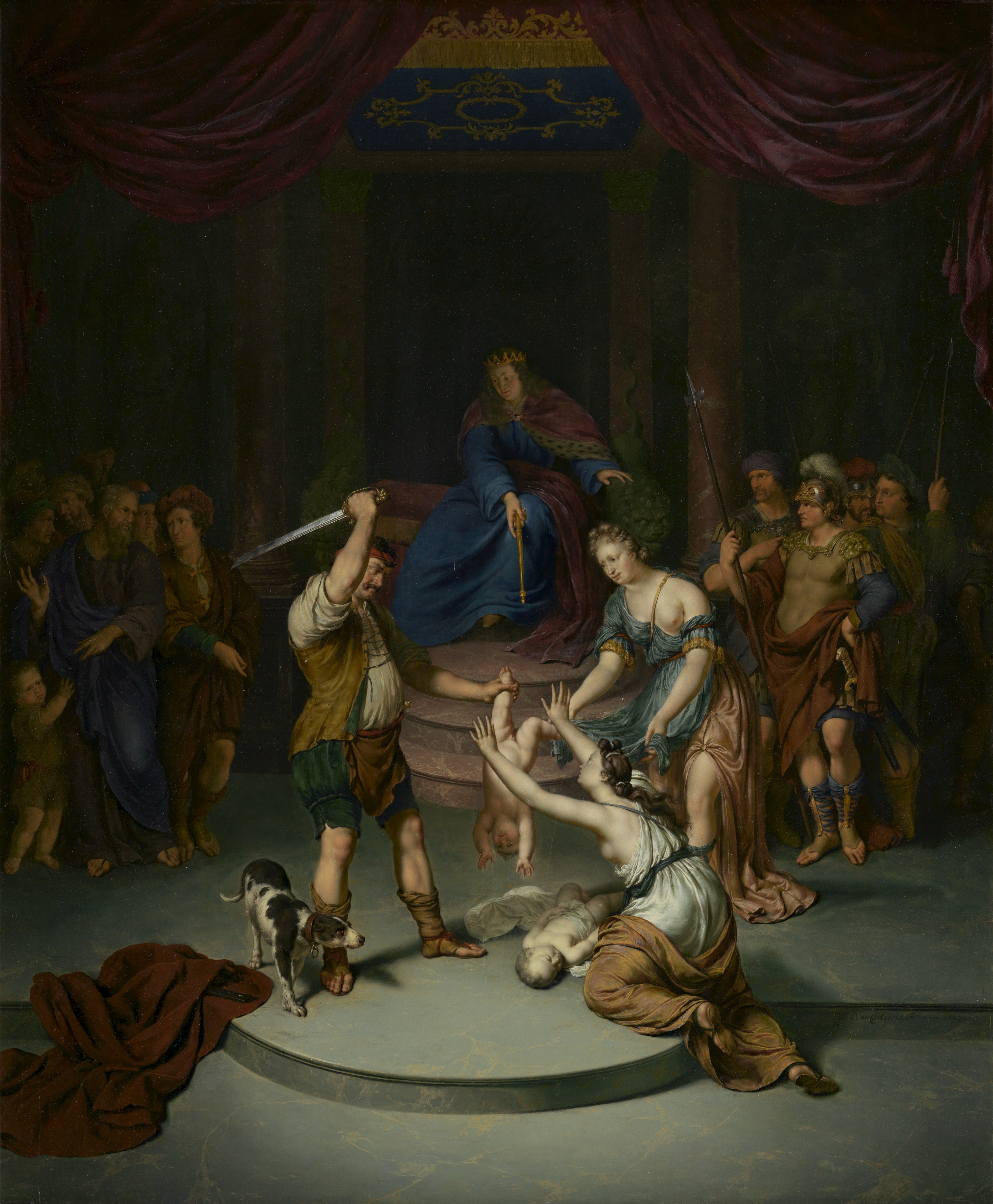
Le Jugement de Salomon, Willem van Mieris (1709). Dans ce jugement de Salomon, le bébé mort est déposé devant Salomon alors que la bonne mère, les bras en l'air, tente d'interrompre l'exécution sommaire du bébé vivant, tandis que la mauvaise mère, de laquelle le bébé vivant a été arraché de ses mains, ne fait rien pour intervenir.

Le député historien François Emmanuel Toulongeon, malgré l'éloge qu'il rend au Jugement de Salomon, note certaines erreurs et imperfections qui se sont glissées dans le tableau : « le bas-relief [du trône] est trop du style grec, beaucoup plus moderne », « [un homme] est rasé ; les Hébreux portaient la barbe ; cette faute historique est bien rare dans les œuvres du Poussin », « [le soldat à demi-nu] est une inconvenance, surtout devant le roi, [il est] mal à propos coiffé d'un casque à la grecque ; il est aussi sans barbe », « l'enfant [que le soldat tient] suspendu par un pied devrait avoir le ventre pendant sur l'estomac par l'effet de sa position ; c'est une faute d'anatomie, et son pied n'est pas senti dans la main du soldat », « il y a aussi à droite une tête en admiration, dont l'expression est froide et de remplissage », « la main droite de Salomon n'est pas correctement dessinée », « les deux mains de la femme à droite, en vêtement bleu, ne sont pas de la même chair », et finalement que « [l'architecture du fond], bien que riche, noble et sage, rappelle trop l'architecture grecque du temps de Périclès ». Toulongeon explique son approche rigoriste en admettant que « c'est dans les tableaux du premier ordre qu'il faut rechercher et noter les imperfections ; dans les autres on recherche les beautés ».
Charles-Paul Landon, malgré ses louanges, relève lui aussi ce qu'il juge être des imperfections dans le tableau de Poussin : « c'est peut-être une licence que d'avoir représenté à moitié nu le soldat qui s'apprête à frapper, [il] ressemble plutôt à un guerrier grec qu'à un garde du roi d'Israël », « les tons des draperies n'ont aucune harmonie entre eux » et « les teintes des carnations manquent de vérité ».
Jacques Depauw note d'emblée dans son article À propos du Jugement de Salomon de Poussin que le peintre a commis une erreur dans la composition du tableau. L'auteur indique dans son paragraphe initial : 

« Il n'est pas rare que les commentateurs de ce tableau remarquent que Poussin s'est trompé à propos des deux mères en représentant la « mauvaise » mère avec l'enfant mort alors que, selon le récit du jugement de Salomon, la « mauvaise » mère devrait avoir avec elle l'enfant vivant qu'elle a substitué au sien lorsqu'elle s'est aperçue de sa mort. Cette interprétation s'est imposée à ce point qu'elle était affichée auprès du tableau lors de la grande exposition de l'hiver dernier. À peine l'« erreur » est-elle signalée que l'on est contraint de reconnaître qu'on ne se l'explique pas. Elle est en effet invraisemblable si l'on se rappelle la célébrité de ce récit et le sérieux avec lequel Poussin composait ses tableaux. […]

Prenons le même sujet traité par Valentin. Nous n'avons aucune difficulté. L'enfant mort est au bas du tableau, en son milieu. Au-dessus, le jeune Salomon, sur un trône. À gauche, la mère, des bras de laquelle le bourreau vient d'arracher l'enfant, et à droite, l'autre femme, venue avec l'enfant mort qu'elle a déposé aux pieds du roi. À la douceur de son visage, à son attitude humble, nous n'éprouvons aucune hésitation : c'est bien celle-ci qui dans un instant, va abandonner son propre enfant à l'autre pour lui épargner la mort. Les bras croisés sur la poitrine annoncent sa prière : « Seigneur, s'il te plait…». »

— Jacques Depauw, À propos du Jugement de Salomon de Poussin
Depauw part de cette prémisse pour élaborer une théorie d'analyse dont il est question dans la section « La « bonne » et la « mauvaise » mère » du présent article. Cette erreur attribuée au peintre a aussi été relevée par Oskar Bätschmann dans son Dialectics of Painting, publié en 1999 : « le tableau est difficile à lire puisqu'il dévie du texte biblique et des conventions picturales » en lien au sujet traité.

## Reproductions

### Gravures
La première gravure du Jugement de Salomon que la postérité retient est celle produite par Jean Dughet, le beau-frère de Nicolas Poussin, entre 1653 et 1670. Frère de Gaspard Dughet et d'Anne-Marie Dughet, Jean Dughet est un proche collaborateur et héritiers de nombreux avoirs de Poussin, dont son atelier,. Aux dimensions de 44,8 × 68 centimètres, la gravure au burin que Jean Dughet a produite est dédicacée à Camillo Massimo,. Deux autres tirages en contre-épreuve ont été réalisés, mais avec cette fois-ci l'adresse d'un certain Matteo Giudice,. La gravure de Dughet telle qu'illustrée dans cet article est l'un de ces deux tirages publiés après la mort de Dughet en 1676, avec en plus les armoiries de la Maison de Mécidis qui ont été étampées dessus,. La gravure de Guillaume Chasteau, réalisée selon la technique d'impression dite de la chalcographie en 1685, aux dimensions de 37 × 52,7 centimètres, est accompagnée d'une double légende, latin et français, dont la traduction en français moderne se lit : « Le sage Salomon a invoqué la Nature pour être arbitre de son Jugement, la véritable mère n'a pu souffrir que son fils fut divisé »,,,,,. La dernière gravure du Jugement de Salomon produite au cours du XVIIe siècle est celle de Martial Desbois, datée de 1691 et publiée dans le Tabellæ selectæ ac explicatæ de Charlotte-Catherine Patin,. Aux dimensions de 27,8 × 39,5 centimètres, la gravure est accompagnée de deux légendes en latin, dont la première, en gros caractères, se traduit par « Le plus célèbre des jugements de Salomon », tandis que la seconde, en plus petits caractères, indique qu'il s'agit d'une représentation d'après l'œuvre de Nicolas Poussin,,,,.
Étienne Gantrel, « graveur du Roy », a produit une gravure du Jugement de Salomon aux dimensions de 46,2 × 52,5 centimètres vers 1700,. La légende inscrite sous la gravure reprend exactement la même formule bilingue en latin et en français que la gravure produite par Guillaume Chasteau,. La gravure de Gantrel est notamment reproduite et publiée vers 1750 par le marchand d'estampes Robert Hecquet avec des dimensions différentes, soit de 55 × 74,5 centimètres. Dans la légende qui accompagne l'estampe, Hecquet a décidé de se départir de la double formule latin-français utilisée par ses prédécesseurs pour ne relayer uniquement que le texte en français, soit « Le sage Salomon a invoqué la Nature pour être arbitre de son Jugement, la véritable mère n'a pu souffrir que son fils fut divisé ». Étienne Baudet, lui aussi graveur du Roi en 1693, s'est également attelé à la tâche de reproduire fidèlement Le Jugement de Salomon sous forme de gravure, mais n'y est parvenu qu'avec peu de succès,. La gravure remargée en contre-épreuve est cataloguée par Roger-Armand Weigert, qui note ses dimensions comme étant de 45,2 × 69 centimètres,. Baudet réalise cette gravure à Rome tandis que, comme la gravure de Gantrel, faute de date claire, la datation de l'œuvre tourne autour de 1700 également.
Jean-Auguste-Dominique Ingres est mandaté en 1802 par le musée du Louvre pour produire une gravure du Jugement de Salomon,. Âgé de 22 ans, il s'agit de la première commande officielle pour le jeune peintre. En raison d'un différend d'ordre monétaire, le jeune peintre français abandonne ce projet et la gravure, dont moins du quart avait été complété, reste inachevée,. Deux années plus tard, en 1804, c'est dans le sixième tome des Annales du Musée et de l'École moderne des beaux-arts que parait la première gravure du Jugement de Salomon au XIXe siècle, de la main de Charles Normand. En 1814 est publiée dans le huitième tome du Cours historique et élémentaire de peinture de chez Filhol, Artiste-Graveur et éditeur, une gravure du Jugement aux dimensions de 14,7 × 19,5 centimètres et issue de la collaboration de trois artistes, soit Denis-Sébastien Leroy, Louis-Yves Queverdo, Antoine-Claude-François Villerey,,. La gravure qui nous est parvenu du Jugement de Salomon d'Antoine-Alexandre Morel est une épreuve avant la lettre, c'est-à-dire qu'il s'agit de l'une des premières épreuves de la gravure avant qu'une légende (la lettre) ait été gravée dessus par un autre procédé d'imprimerie,,. Morel, un élève de David, est un graveur à l'eau forte au burin,. Complétée en 1825, la gravure est aux dimensions de 58,5 × 78,9 centimètres,.

Gravures du Jugement de Salomon de Nicolas Poussin.
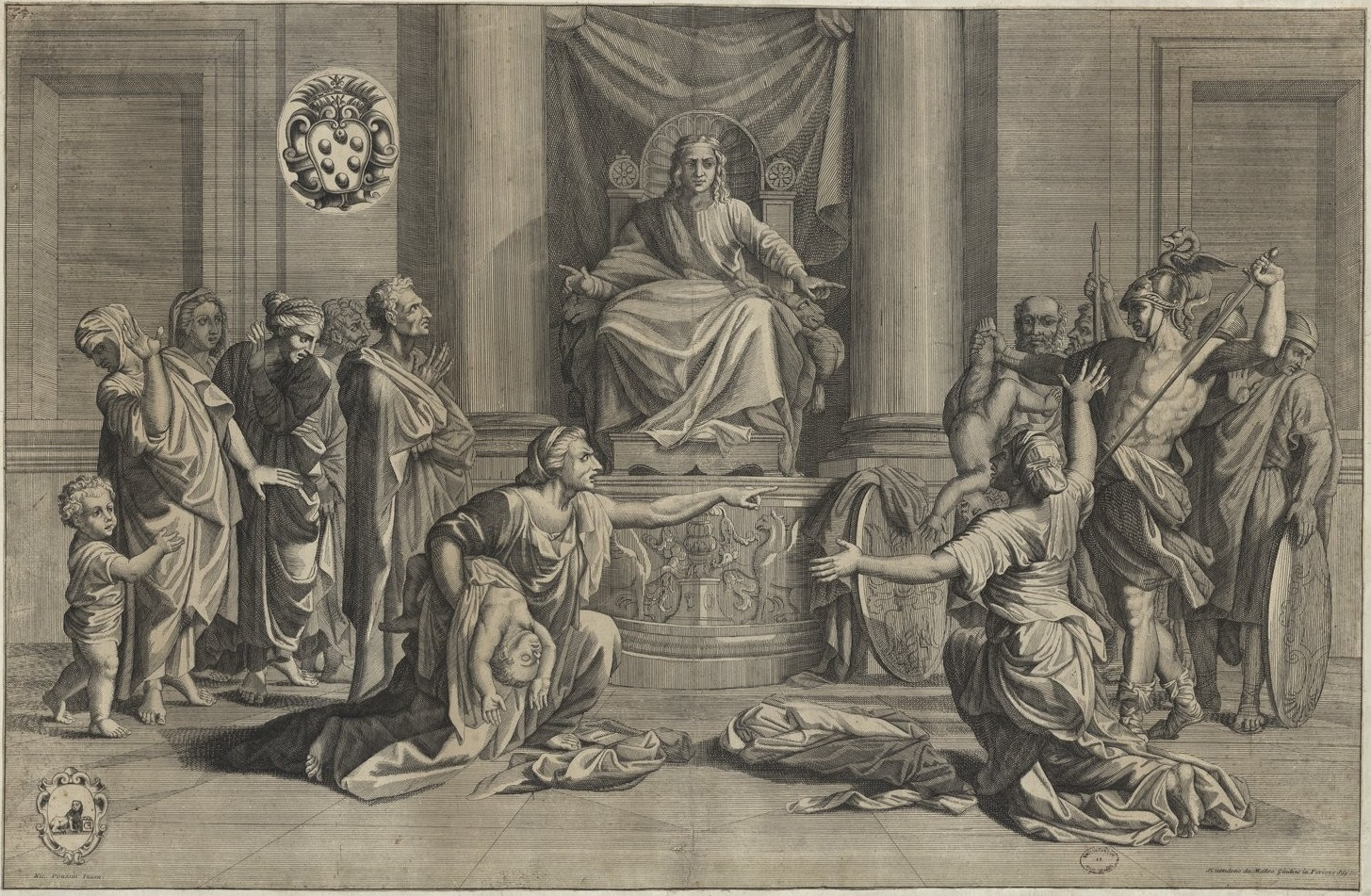
Gravure par Jean Dughet, entre 1653 et 1670[G 5].
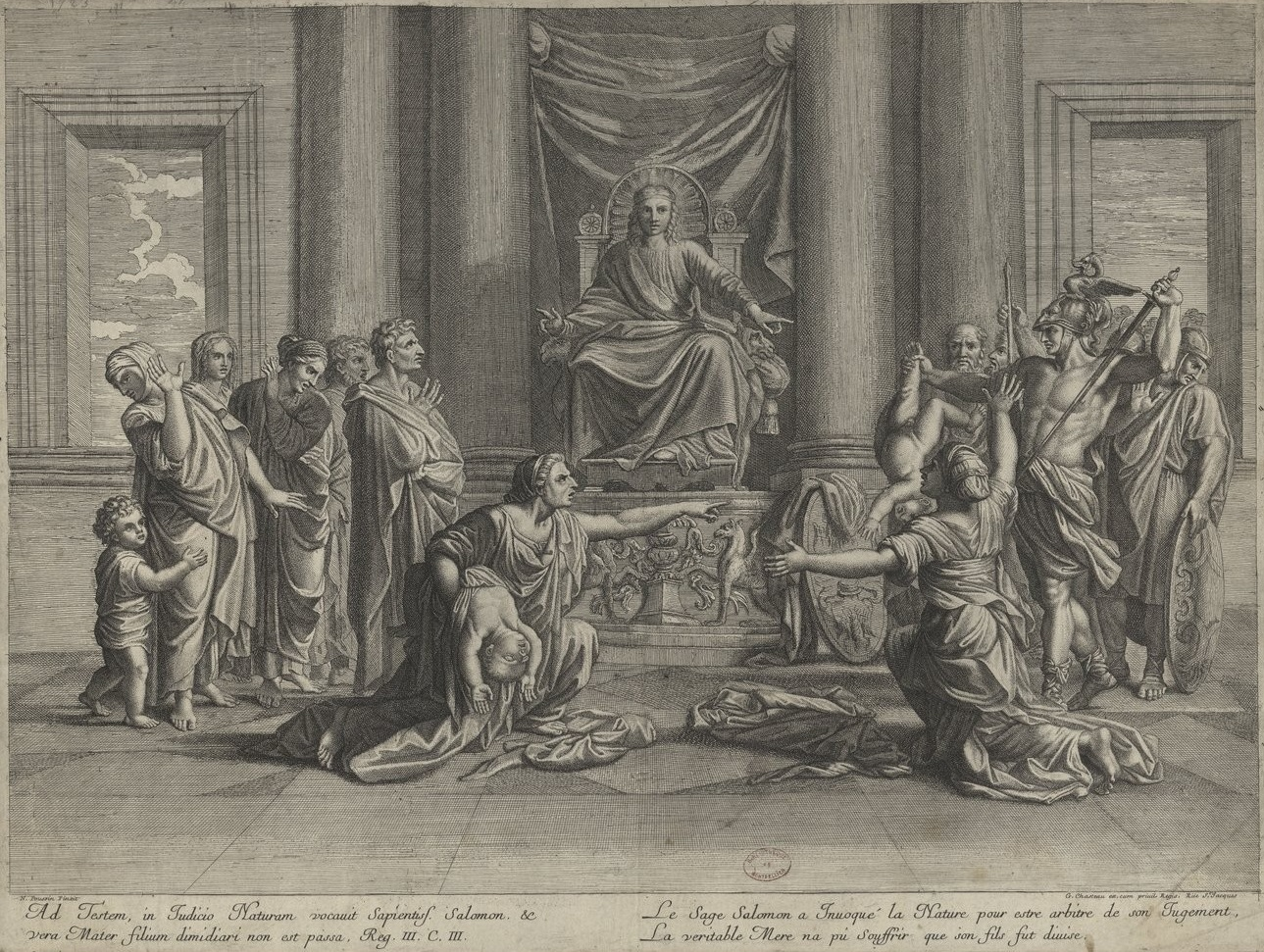
Gravure par Guillaume Chasteau, 1680.
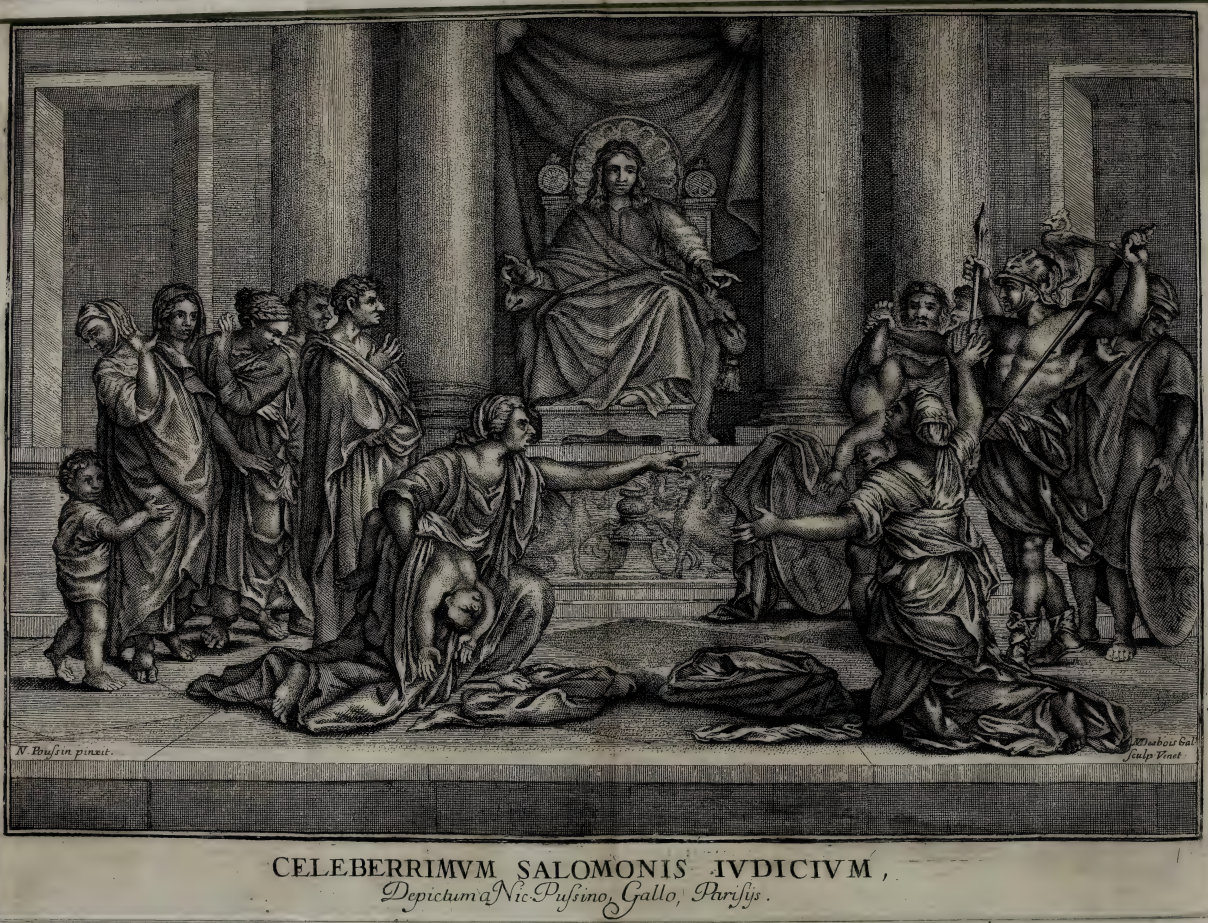
Gravure par Martial Desbois, 1691[G 7].
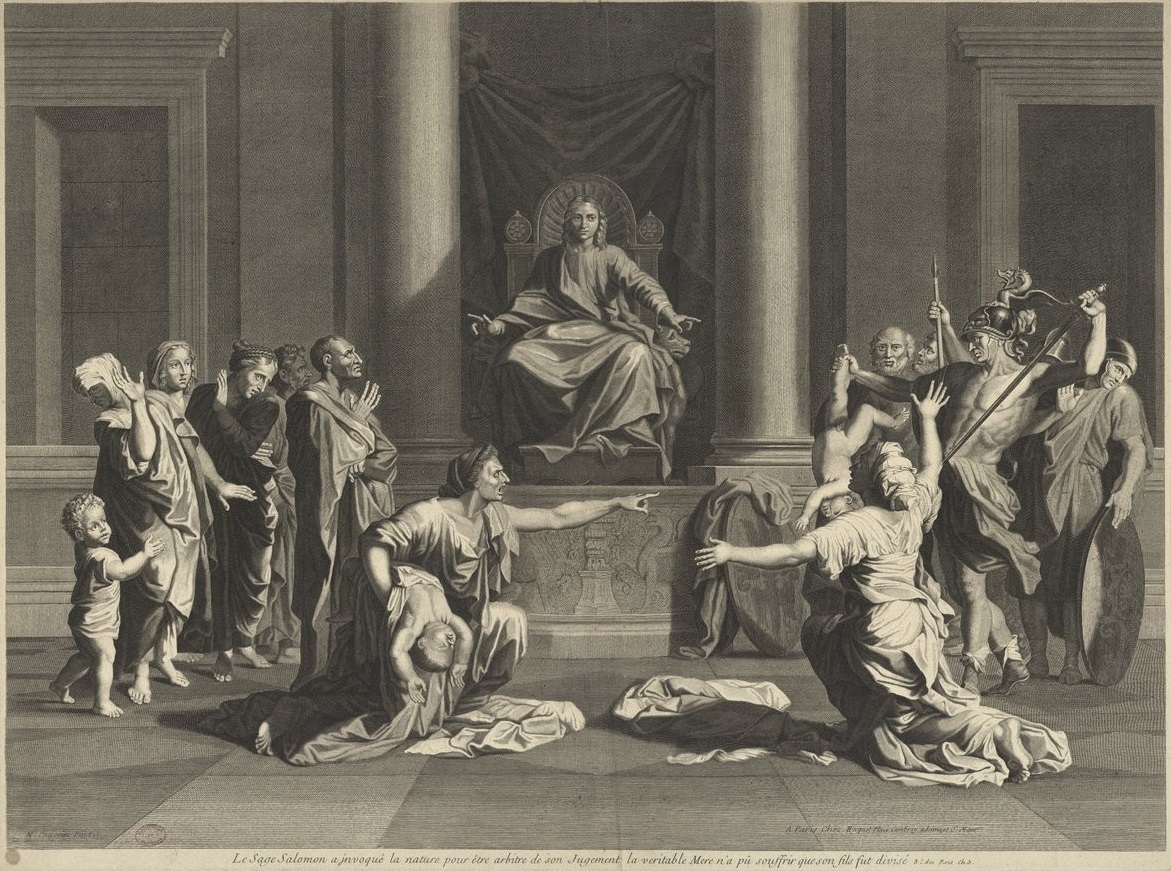
Estampe de la gravure d'Étienne Gantrel, publiée par Robert Hecquet, vers 1750[G 9].
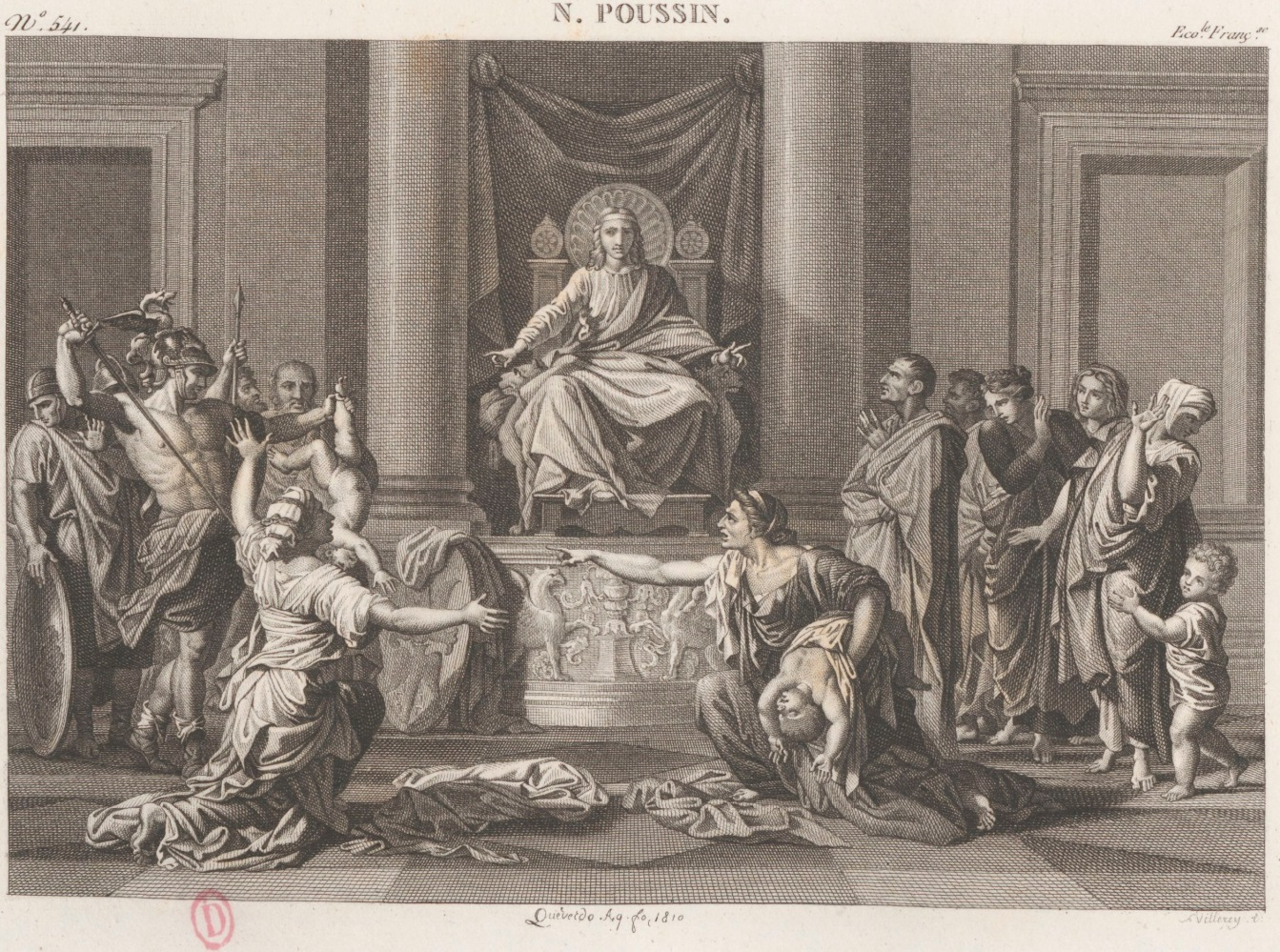
Gravure par Louis-Yves Queverdo et Antoine-Claude-François Villerey, vers 1810[G 12].
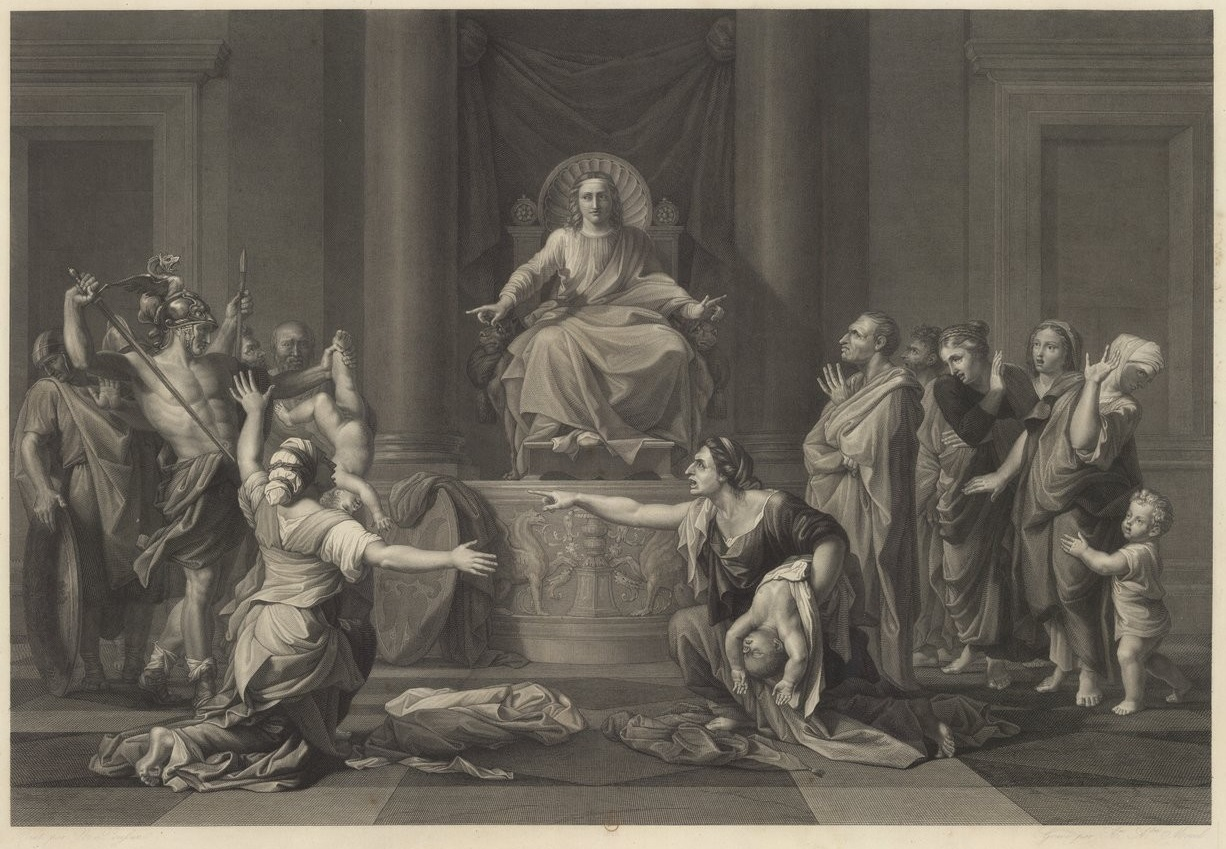
Gravure par Antoine-Alexandre Morel, 1825[G 13].

### Dessins
Un dessin du Jugement de Salomon aux origines incertaines mais dont l'attribution est accordée à Nicolas Poussin figure dans le fonds des dessins et miniatures du musée du Louvre,. Ce dessin est exécuté à la pierre noire, rehaussé au pinceau et à l’encre brune, sur lavis brun. D'abord retrouvé au sein de la collection d'Everhard Jabach, le dessin a ensuite été acquis par la couronne française en 1671.
Denis-Sébastien Leroy, un artiste français dont très peu de détails nous sont parvenus sur sa vie, est l'auteur d'une copie dessinée du Jugement de Salomon de Poussin,,. Produite vers 1800, cette aquarelle a notamment inspiré la conception de la gravure produite par Queverdo et Villerey,. L'œuvre est conservée au musée Baron-Martin, à Gray, en France,,.
Leon Kossoff, peintre et graveur britannique, est l'auteur de nombreux dessins à l'eau-forte inspirés de l'œuvre de Nicolas Poussin,. De style expressionniste, Kossoff a produit une série de dessins inspirées du Jugement de Salomon de Poussin. Le musée Tate, à Londres, et le Metropolitan Museum of Art, à New York, ont tous deux des versions des deux premiers dessins de Kossoff produits en 1998 d'après Le Jugement,. Le premier de ces dessins à l'eau-forte de la série The Poussin Project : A series of Prints after Nicolas Poussin, intitulé The Judgment of Solomon (#1), mesure 21,3 × 29,8 centimètres,. Le second, The Judgment of Solomon (#2), aux dimensions de 42,9 × 59,7 centimètres, est deux fois plus gros,. Un autre dessin de Kossoff, produit en 2000 et intitulé From Poussin : Judgment of Solomon, est conservé aux Annadale Galleries de Sydney, en Australie,. Cette série de dessins est le fruit d'une collaboration entre Leon Kossoff et Ann Dowker.

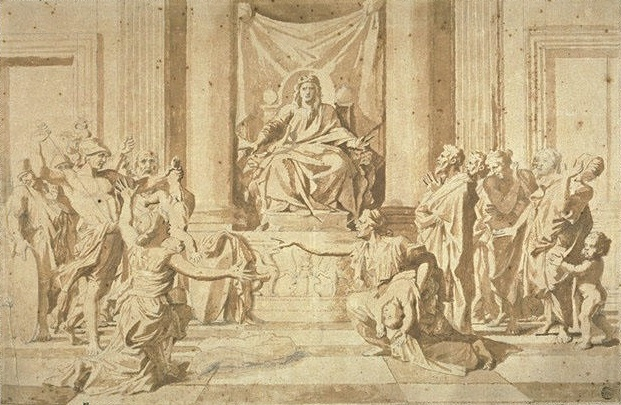
Dessin du Jugement de Salomon, 1649, possiblement de la main de Nicolas Poussin.

## Théories et analyse

### Théorie des humeurs

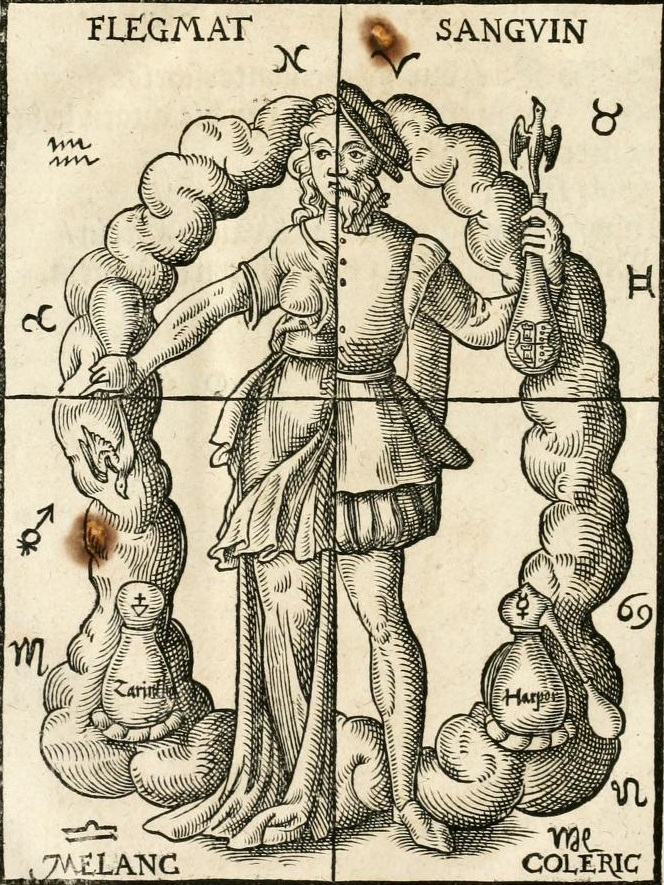
Gravure du XVIe siècle attribuée à l'alchimiste Leonard Thurneysser zum Thurn montrant les quatre tempéraments sur un modèle androgyne : flegmatique, sanguin, colérique et mélancolique,,.

Pour André Félibien, un contemporain de Nicolas Poussin, les personnages du Jugement de Salomon correspondent bien et peuvent être compris à l'aide de la théorie des humeurs d'Hippocrate, une théorie (aujourd'hui discréditée) basée sur la médecine grecque antique qui a gagné en popularité au XVIIe siècle. Pour l'historiographe français, la théorie des humeurs se comprend ainsi :

« Elle fait voir la différence qu'il y a d'un homme sanguin à un homme mélancolique; et comme le mélange des humeurs est la cause de la diversité des inclinations, on tâche de les connaître chacune par quelques apparences extérieures et quelques signes qu'on en voit sur le corps; de sorte que si dans une personne la couleur dominante est violette, plombée, et livide, comme elle marque une bile noire, elle signifie l'inclination d'un homme à être colérique, envieux et sujet à d'autres actions mauvaises qui procèdent pour l'ordinaire d'un tel tempérament. 

Ceux qui sont d'une couleur trop rouge, sont quelques fois à craindre, parce qu'ils sont d'une complexion chaude et emportée. Ceux qui sont d'un teint fort blanc, et qui ont la chair délicate, sont faibles, efféminés, et d'un tempérament froid. Voilà quant à la couleur, ce que le peintre peut, ce me semble, observer en général sur le naturel, afin de se conduire, et faire la carnation de ses signes selon que le sujet le dmeande. Car il doit avoir égard aux personnes qu'il représente, et faire pour cela diverses observations, puisque la couleur du corps et du visage ne dépend pas seulement du tempérament et des humeurs, mais encore de la naissance, de l'éduication, du pays, et des emplois. Un marinier, un paysan et semblables gens qui sont continuellement exposés au soleil et aux injures de l'air, ont la chair basanée, de sorte que si par cette raison on ne pouvait rien marquer dans les corps de ces sortes de personnes par le teint et par la couleur, il faudrait que le peintre cherchât d'autres figures convenables aux vices et aux vertus de ceux qu'il voudrait représenter. »

— André Félibien, Entretiens sur les vies et sur les ouvrages des plus excellens peintres anciens et modernes
Pour appuyer son point, Félibien écrit que Poussin, dans Le Jugement, « a peint de la sorte cette méchante femme qui demandait avec tant de hardiesse et d'impudence un enfant qui n'était pas à elle ». Félibien compare ensuite la femme mal intentionnée à celle qui est la véritable mère, et décrit cette dernière en ces mots : « Et parce que la véritable mère était dans la bonne foi, il l'a peinte comme une femme simple et sans malice, et dont la couleur de la chair un peu vermeille témoigne la bonté de son naturel ; car d'ordinaire les personnes sanguines ne sont pas capables de faire une méchante action ; elles peuvent être promptes et colériques, mais leur feu s'évapore bientôt, et ne gardent aucune haine dans l'âme ». À travers la mauvaise femme, continue Félibien, « non seulement le Poussin a fait connaitre sa malice par la couleur de sa chair, mais encore par une maigreur et une sécheresse causée par la bile noire qui domine dans les méchants, laquelle étant chaude et brûlante, dessèche, et rend les corps plus maigres, au contraire de ceux qui sont un peu sanguins, de qui la chair est plus fraîche et plus ferme ».
François Emmanuel Toulongeon emploie un même langage pour décrire les deux femmes : « La tête de la méchante mère est de la plus savante expression ; son œil rouge et sec, ses narines retroussées, sa bouche dentue et béante peignent la mauvaiseté naturelle et de caractère ; ce n'est ni la colère, ni l'emportement; elle est méchante-née ; tout son costume y tient ; elle est sale et débraillée ; elle porte son enfant mort comme elle tiendrait un paquet, sans aucun intérêt, sans douleur, sans affection ; cette figure est un chef-d'œuvre de sentiment et d'exécution ; elle contraste avec la bonne mère, dont le costume est simple et rangé ; sa tête est d'une beauté simple et commune ; les deux têtes ont un beau profil ». Toulongeon décrit également ce qu'il perçoit sur le traitement de la figure du jeune roi israélien : « La tête de Salomon est du plus beau choix pour les formes ; il entre dans l'adolescence, et ses traits ont déjà le caractère tranquille de la jeunesse ; son teint est pâle et bilieux, parce qu'un tempérament sanguin à cet âge ne serait pas susceptible de pensées profondes et de réflexions ; l'œil droit louche un peu en dehors : ce mouvement ajoute à l'expression décidant le regard vers l'action ».

### La «bonne» et la «mauvaise» mère

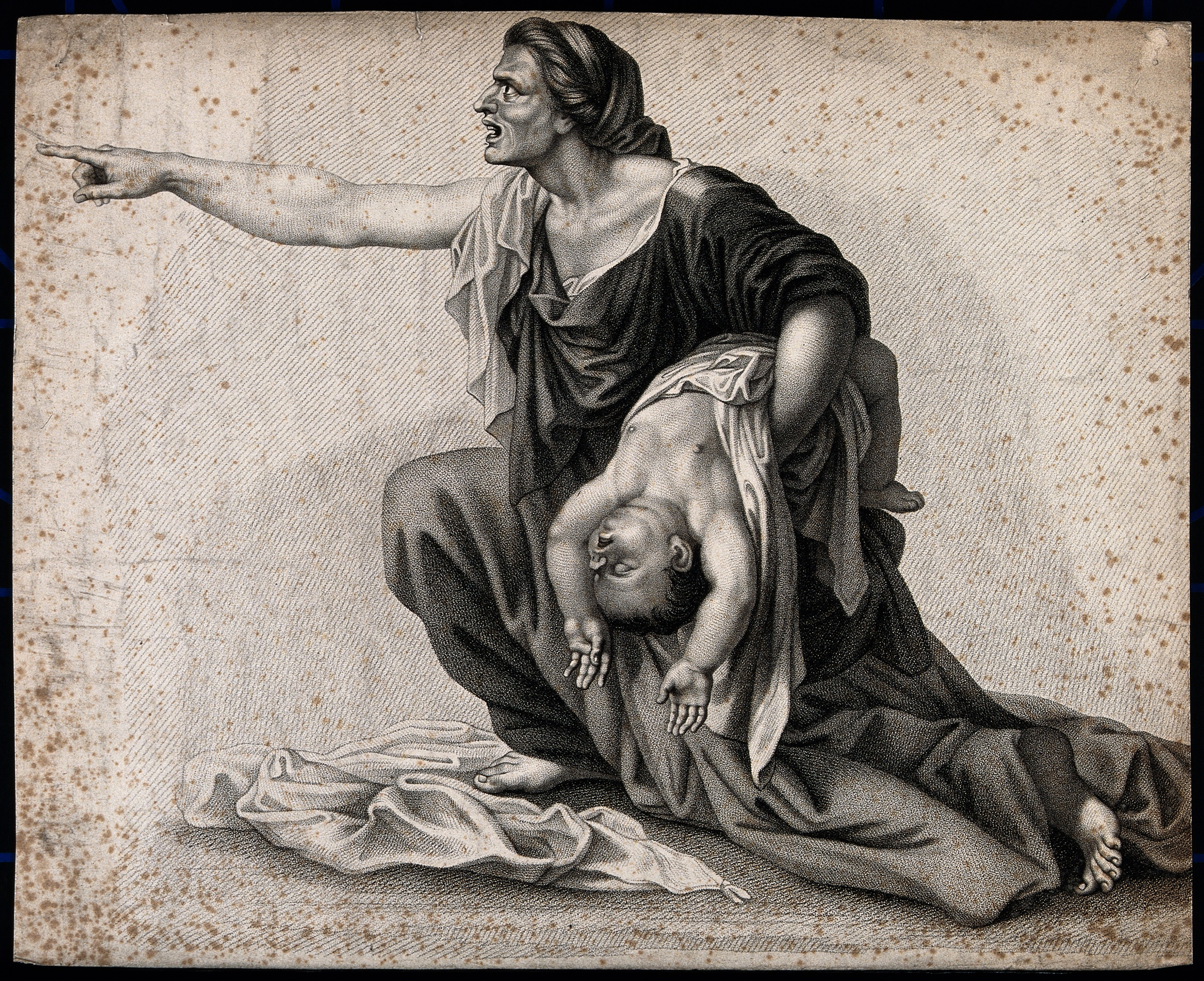
Gravure détaillant la « mauvaise mère » dans Le Jugement de Salomon de Poussin. Elle tient sous son bras l'enfant mort, ce qui devrait faire d'elle la bonne mère selon le récit biblique.

Jacques Depauw, dans un court article publié dans le bulletin de la Société d'étude du XVIIe siècle, part de la prémisse qu'il est impensable pour Poussin de s'être trompé sur sa représentation de l'épisode biblique dans Le Jugement de Salomon. Il entame donc une théorie d'analyse avec comme angle d'approche ce qui le « gêne dans la représentation de cette femme au point de lui attribuer le rôle de la mauvaise mère ». Il note que celle qui est traditionnellement comprise comme étant la mauvaise mère ne nous est pas sympathique : « visage véhément », « traits durcis », « cheveux retenus par un simple bandeau », « teint blême », « habits comme fripés », « sans allure », « de couleur terne », bref, « ne correspond pas à l'idée que nous nous faisons de la 'bonne mère' et ne nous inspire donc pas la compassion qui convient ». Le traitement de la mauvaise mère est le contraire de celle qui est traditionnellement comprise comme étant la bonne mère : « Quant à l'autre, vêtue de généreux drapés aux couleurs vives, que l'on devine en bonne forme par le peu de chair rose l'on aperçoit de son dos, coiffée d'un beau foulard nous est-elle sympathique? Peut-être pas tellement, mais elle ne nous provoque pas et par conséquent nous interprétons son geste comme un 'Arrêtez! Ne faites pas cela!' de protestation ». Or Depauw insiste que ce n'est pas ainsi que la scène se produit dans le texte biblique - il y a devant Salomon la voleuse d'enfant avec l'enfant vivant, et l'autre femme, qui, de un, a cru que son enfant était mort, de deux, réalise qu'il a en fait été subtilisé par une autre femme et, de trois, constate que celle-ci s'obstine à vouloir conserver l'enfant volé. Un dialogue de sourd se déclenche, puis le roi ordonne que l'on coupe l'enfant en deux, ce qu'un soldat est sur le point de faire avant que Salomon ne change d'idée. La femme qui tient l'enfant mort « est saisie au paroxysme et à l'ultime moment de sa protestation, [sous] l'emprise de la colère, [née] du sentiment d'injustice ». Depauw enchaîne :

« Il y a plus. Que l'on prête attention à son teint blême et verdâtre : c'est aussi le teint de l'enfant mort. Dans le tableau de Valentin, L'enfant mort a le teint de la mort, mais aucun des autres personnages. Salomon et les deux femmes ont des carnations de vivants. Poussin donne à la bonne mère le teint de l'enfant mort qu'elle porte. Belle idée de peintre poète pour représenter une passion poussée à l'extrême, passion maternelle charnelle, et juste au moment où déjà entre en sa conscience l'effroi que peut causer en con coeur la décision de Salomon qui va l'ouvrir à la compassion ; n'est-ce pas aussi le teint des deux autres femmes du tableau, prises, bien qu'à un moindre degré, dans le même sentiment? Ni le conseiller philosophe qui n'est qu'étonné, ni évidemment la mauvaise mère n'ont ce teint, celui que la peinture prête par convention aux corps dont la vie se retire. »

— Jacques Depauw, À propos du Jugement de Salomon de Poussin
Selon ses analyses, Jacques Depauw affirme que cette colère est sur le point de se transformer en pitié mêlée à un sentiment d'épouvante. Ce bras levé et ce doigt qui pointe représentent, pour Depauw, la véritable mère de l'enfant qui, d'après le récit biblique, est sur le point de dire « Seigneur, s'il te plait, qu'on lui donne l'enfant ; qu'on ne le tue pas ». Pour le chercheur, cette mère dont la postérité a qualifié de « mauvaise » et dépeinte par Poussin à l'ultime moment d'une légitime colère, est en fait sur le point d'abandonner son statut de mère par amour pour son enfant.

### Œuvres citées
Peintures
1. ↑  Nicolas Poussin, Le Jugement de Salomon, 1649, huile sur toile, 101 × 150 centimètres sans accessoire, 125 × 174 centimètres avec accessoire, Département des peintures du musée du Louvre, Paris, France.
2. ↑  Nicolas Poussin, Autoportrait, huile sur toile, 78,7 × 64,8 centimètres, Gemäldegalerie, Berlin, Allemagne.
3. ↑  Hubert Robert, Projet pour la Transformation de la Grande Galerie, huile sur toile, 132 × 145 centimètres, Département des peintures du musée du Louvre, Paris, France.
4. ↑  Luca Giordano, Le Rêve de Salomon, huile sur toile, 245 × 361 centimètres, Musée du Prado, Madrid, Espagne.
5. ↑  Lo Scheggia, Le Jugement de Salomon, 1468, tempera sur bois, 73,66 × 73,66 centimètres, Musée des Beaux-Arts de Virginie, Richmond, États-Unis.
6. ↑  Giorgione, Le Jugement de Salomon, 1500, huile sur panneau de bois, 89 × 72 centimètres, Fitzwilliam Museum, Cambridge, Royaume-Uni.
7. ↑  Pierre Paul Rubens, Le Jugement de Salomon, vers 1617, huile sur toile, 23,4 × 30,3 centimètres, Statens Museum for Kunst, Copenhague, Danemark.
8. ↑  Francisco Gutiérrez Cabello, Le Jugement de Salomon, 1660-1670, huile sur toile, 110 × 140 centimètres, Musée du Prado, Madrid, Espagne.
9. ↑  Jean-François de Troy, Le Jugement de Salomon, 1742, huile sur toile, 191 × 143 centimètres, Musée des Beaux-Arts de Lyon, Lyon, France.
10. ↑  William Blake, Le Jugement de Salomon, vers 1800, tempera sur toile, 26,6 × 38,1 centimètres, Fitzwilliam Museum, Cambridge, Royaume-Uni.
11. ↑  James Tissot, Le Jugement de Salomon, vers 1900, gouache sur carton, Musée juif de New York, New York, États-Unis.
12. 1 2  Raphaël, Le Jugement de Salomon, 1518-1519, fresque, Loggia de Raphaël, Palais du Vatican, Vatican.
13. ↑  Raphaël, La Conversion du proconsul, 1515, tempera sur toile, 385 × 445 centimètres, Victoria and Albert Museum, Londres, Royaume-Uni.
14. ↑  Nicolas Poussin, Le Jugement de Salomon, 1649, huile sur toile, 101 × 150 centimètres sans accessoire, 125 × 174 centimètres avec accessoire, Département des peintures du musée du Louvre, Paris, France.
15. ↑  Jean-Auguste-Dominique Ingres, L'Apothéose d'Homère, 1827, huile sur toile, 386 × 512 centimètres, Département des peintures du musée du Louvre, Paris, France.
16. 1 2 3  Valentin de Boulogne, Le Jugement de Salomon, 1627-1629, huile sur toile, 176 × 210 centimètres, Département des peintures du musée du Louvre, Paris, France.
17. ↑  Willem van Mieris, Le Jugement de Salomon, 1709, huile sur toile, 66,5 × 55 centimètres, Rijksmuseum Twenthe, Enschede, Pays-Bas.

Études
1. ↑  Nicolas Poussin, Le Jugement de Salomon, entre 1648 et 1649, plume et pierre d'Italie, lavé de bistre, 24,6 × 38,3 centimètres, École nationale supérieure des beaux-arts, Paris, France.
2. 1 2  Nicolas Poussin, Le Jugement de Salomon, 1649, plume et encre brune, lavis brun, pierre noire, lavis gris, sur quatre feuillets assemblés, 15,8 × 27,7 centimètres, Département des arts graphiques du musée du Louvre, Cabinet des dessins, Paris, France.

Gravures
1. ↑  Atelier de Germain Hoyau, Jugement de Salomon, 1560, gravure sur bois, 37,5 × 47,5 centimètres.
2. ↑  Gustave Doré, Le Jugement de Salomon, 1866, gravure sur bois. Source : La Grande Bible de Tours, Éditions Mame, 1866, Tours, France.
3. ↑  Pierre-Simon-Benjamin Duvivier et Adrien Migneret, Le jeune Astianax est précipité du haut des remparts de Troie, 1820-1821, gravure. Source : Mathieu-Guillaume-Thérèse Villenave,  Les Métamorphoses d'Ovide, traduction nouvelle - Tome Quatrième, Imprimerie de P. Didot l'Aîné, 1906, Paris, p. 118-119.
4. ↑  Jean Dughet, Le Jugement de Salomon, d'après Nicolas Poussin, entre 1653 et 1670, gravure au burin, 44,8 × 68 centimètres. Source : Georges Wildenstein, Les graveurs de Poussin au XVIIe siècle, Presses universitaires de France, 1957, Paris, p. 54.
5. 1 2  Jean Dughet, Le Jugement de Salomon, d'après Nicolas Poussin, entre 1653 et 1670, gravure au burin, 46,5 × 71 centimètres, Département des estampes et de la photographie de la Bibliothèque nationale de France, Paris.
6. ↑  Guillaume Chasteau, Le Jugement de Salomon, d'après Nicolas Poussin, 1680, gravure au burin, 37 × 52,7 centimètres, Bibliothèque nationale de France, Paris.
7. 1 2  Martial Desbois, Le Jugement de Salomon, d'après Nicolas Poussin, 1691, gravure, 27,8 × 39,5 centimètres. Source : Charlotte-Catherine Patin, Tabellæ selectæ ac Explicatæ, Ex Typographia Seminarii, 1691, Padoue, Italie, p. 18-19.
8. ↑  Étienne Gantrel, Le Jugement de Salomon, d'après Nicolas Poussin, vers 1700, gravure au burin en taille-douce, 46,2 × 52,5 centimètres, Bibliothèque municipale de Lyon.
9. 1 2  Étienne Gantrel, Le Jugement de Salomon, d'après Nicolas Poussin, version publiée par Robert Hecquet, vers 1750, estampe d'une gravure, 55 × 74,5 centimètres, Bibliothèque nationale de France, Paris.
10. ↑  Étienne Baudet, Le Jugement de Salomon, d'après Nicolas Poussin, vers 1700, gravure, 45,2 × 69 centimètres.
11. ↑  Jean-Auguste-Dominique Ingres, Le Jugement de Salomon, d'après Nicolas Poussin, 1802, crayon de graphite, pinceau, lavis gris et brun, pierre noire et rehauts de blanc, 43,5 × 63 centimètres, Département des arts graphiques du musée du Louvre, Paris, France.
12. 1 2 3  Louis-Yves Queverdo et Antoine-Claude-François Villerey, Le Jugement de Salomon, d'après Nicolas Poussin, vers 1810, gravure au burin, 14,7 × 19,5 centimètres. Source : Joseph Lavallée Cours historique et élémentaire de peinture, ou Galerie du Musée central de France - Tome huitième, Imprimerie de Gillé Fils, 1814, Paris, Planche 541.
13. 1 2  Antoine-Alexandre Morel, Le Jugement de Salomon, d'après Nicolas Poussin, 1825, gravure à l'eau forte au burin, 58,5 × 78,9 centimètres, Département des estampes et de la photographie de la Bibliothèque nationale de France, Paris.
14. ↑  Leonhard Thurneysser, Von Dem Sal Solis, 1574, gravure sur bois. Source : Leonhard Thurneysser, Quinta Essentia, Hans Steinmann, typis Voegelianis, 1574, Leipzig, p. 162.
15. ↑  Anonyme, Détail d'une mère dans Le Jugement de Salomon, d'après Nicolas Poussin, date inconnue, gravure au pointillé, Wellcome Library.

Dessins
1. ↑  Thomas Fuller, IERUSALEM qualis (ut plurimum) extitit ætate Solomonis, dessin, Geographicus Rare Antique Maps, New York, États-Unis.
2. 1 2  Nicolas Poussin, Le Jugement de Salomon, 1649, pierre noire, pinceau et encre brune, lavis brun; trait d'encadrement, à la plume et encre brune; collé en plein, 34 × 51,3 centimètres, Département des arts graphiques du musée du Louvre, Cabinet des dessins, Paris, France.
3. ↑  Denis-Sébastien Leroy, Le Jugement de Salomon, d'après Nicolas Poussin, vers 1800, aquarelle, 11 × 16 centimètres, Musée Baron-Martin, Gray, France. Voir en ligne.
4. ↑  Leon Kossoff, The Judgment of Solomon (#1), d'après Nicolas Poussin, 1998, eau-forte sur papier, 21,3 × 29,8 centimètres, Musée Tate, Londres, et Metropolitan Museum of Art, New York. Voir en ligne [1], [2].
5. ↑  Léon Kossoff, The Judgment of Solomon (#2), d'après Nicolas Poussin, 1998, eau-forte sur papier, 42,9 × 59,7 centimètres, Musée Tate, Londres, et Metropolitan Museum of Art, New York. Voir en ligne [1], [2].
6. ↑  Leon Kossoff, From Poussin : Judgment of Solomon, d'après Nicolas Poussin, 2000, eau-forte sur papier, 75 × 76 centimètres, Annandale Galleries. Voir en ligne.